# Wojna domowa w Palestynie
Wojna domowa w Palestynie – konflikt zbrojny, do którego doszło na przełomie 1947 i 1948 roku na terenie brytyjskiego terytorium mandatowego Palestyny. Jego stronami były społeczności żydowska i arabska (muzułmańska) żyjące w Palestynie.
Wojna rozpoczęła się 30 listopada 1947 roku, dzień po przyjęciu rezolucji Zgromadzenia Ogólnego ONZ nr 181 w sprawie podziału Palestyny na dwa państwa: żydowskie i arabskie. Jej bezpośrednią kontynuacją była I wojna izraelsko-arabska, która rozpoczęła się po proklamacji niepodległości Izraela dnia 14 maja 1948. Walki toczyły się na terytorium byłego mandatu brytyjskiego w Palestynie. Wojna domowa zakończyła się taktycznym i strategicznym zwycięstwem Żydów, którym udało się przejąć kontrolę nad większością terytorium przyszłego państwa żydowskiego i przygotować się na odparcie interwencji zbrojnej sąsiednich państw arabskich.

## Tło konfliktu
Do czasu I wojny światowej większość Bliskiego Wschodu znajdowała się pod panowaniem Imperium Osmańskiego. W 1917 roku Brytyjczycy pokonali wojska tureckie, zajmując całość terytorium Palestyny, Syrii i Libanu. W konsekwencji do końca wojny obszar ten pozostawał pod brytyjską administracją wojskową. Dalszy los tych ziem i ich mieszkańców wymagał podjęcia różnych trudnych decyzji, przy których alianci nie liczyli się szczególnie ze zdaniem ludności zamieszkującej te tereny. W konsekwencji doprowadziło to do dalszych konfliktów, które ciągną się do czasów współczesnych. Brytyjczycy od samego początku starali się uzyskać międzynarodowy mandat na sprawowanie kontroli nad Palestyną. Osiągnęli to podczas konferencji w San Remo, kiedy to 25 kwietnia 1920 roku formalnie przyznano Wielkiej Brytanii mandat do Palestyny, a Francji do Syrii i Libanu. Odpowiednie zapisy w tej sprawie zostały włączone w sierpniu 1920 roku do treści traktatu pokojowego w Sèvres. W konferencji tej wzięli także udział przedstawiciele ruchu syjonistycznego i społeczności arabskiej w Palestynie. Dyskutowali oni nad zawartą w 1919 roku umową Fajsal-Weizman, przy czym dla strony żydowskiej niezwykle ważnym były brytyjskie obietnice utworzenia w Palestynie „żydowskiej siedziby narodowej” zawarte w deklaracji Balfoura z 1917 roku. Już wtedy pojawiał się początek przyszłego konfliktu izraelsko-arabskiego, przy czym mocarstwa zachodnie wydawały się ignorować cały problem, będąc zaangażowane w realizowanie wyłącznie swoich dalekosiężnych planów.
Brytyjczycy od samego początku usiłowali prowadzić wyważoną politykę wewnętrzną w Palestynie. Było to niezwykle trudne zadanie, gdyż rosnące osadnictwo żydowskie w Palestynie budziło coraz większe niezadowolenie społeczności arabskiej. Z tego powodu, już w 1920 roku doszło do pierwszych wystąpień arabskich – zniszczono osadę Tel Chaj, a następnie wybuchły zamieszki w Nabi Musa. Ich przywódca i inicjator, Al-Hadżdż Muhammad Amin al-Husajni został wówczas zaocznie skazany na dziewięć lat więzienia. Natomiast społeczność żydowska, czując się zagrożona ze strony arabskich sąsiadów, rozpoczęła tworzenie własnej paramilitarnej organizacji samoobrony – Hagany. Brytyjczycy podjęli się wysiłku znalezienia wspólnej płaszczyzny porozumienia arabsko-żydowskiego. W tym celu utworzyli w 1920 roku cywilny zarząd Palestyny mandatowej. Działała przy niej Rada Doradcza, w której skład weszło m.in. czterech Arabów, trzech chrześcijan i trzech Żydów. Nie zadowoliło to jednak żadnej ze stron. Szczególnie niezadowolony był zamożny arabski klan al-Husajni, który posiadał liczne ziemie położone wokół Jerozolimy i prowadził własną politykę, nie godząc się na kompromis względem Żydów. Wobec braku możliwości osiągnięcia porozumienia, Brytyjczycy zgodzili się na utworzenie dwóch oddzielnych przedstawicielstw obu społeczności Palestyny. Powstało żydowskie Zgromadzenie Reprezentantów oraz arabska Najwyższa Rada Muzułmańska. Nie rozwiązało to konfliktów, gdyż już w maju 1921 roku wybuchły kolejne krwawe arabskie wystąpienia – zamieszki w Jafie. Przez pierwsze trzy dni brytyjskie siły mandatowe zachowywały całkowitą bierność, pozwalając na rozszerzenie się zamieszek z Jafy na okoliczne wioski. W ich rezultacie zginęło 47 Żydów i 48 Arabów, a rannych było 163 Żydów i 73 Arabów. Aby uspokoić nastroje społeczności arabskiej, władze mandatowe wyraziły w 1922 roku zgodę na powrót Mohammada Amin al-Husajni do Palestyny. Został on wielkim muftim Jerozolimy. Ten arabski nacjonalista postanowił wykorzystać Wzgórze Świątynne w Jerozolimie dla własnych politycznych celów. Szczególne miejsce w jego planach zajmowały meczet Al-Aksa i Kopuła na Skale. Amin był zdecydowany przekształcić meczet w symbol panarabskiego nacjonalizmu w walce z napływem żydowskich imigrantów do Palestyny. Prowadząc swoją kampanię oskarżał Żydów o usiłowanie przejęcia kontroli nad Murem Zachodnim, który według niego był niezbywalną własnością Arabów i częścią terenu należącego do meczetu Al-Aksa. Brytyjczycy pragnąc nie dopuścić do kolejnych arabskich zamieszek, zgodzili się pójść na kolejne ustępstwa względem Arabów. W czerwcu 1922 roku ogłosili białą księgę Churchilla, która w znacznym stopniu ograniczała liczebność nowych żydowskich imigrantów napływających do Palestyny. Równocześnie, aby uspokoić społeczność żydowską, władze mandatowe zezwoliły w kwietniu 1925 roku na formalne otwarcie Uniwersytetu Hebrajskiego w Jerozolimie.
Gdy w 1925 roku doszło do kolejnych arabskich wystąpień, Brytyjczycy natychmiast je stanowczo stłumili, nie pozwalając na eskalację starć. Jednak w 1929 roku sytuacja wymknęła się im spod kontroli, i starcia spod Wzgórza Świątynnego w Jerozolimie rozlały się po całym kraju – zamieszki w Palestynie 1929 roku kosztowały życie 133 Żydów i 116 Arabów. Przeprowadzono wówczas dochodzenie, a końcowy raport przedstawił sekretarz stanu do spraw kolonii – sir John Hope Simpson. Raport mówił, że arabska społeczność Palestyny jest zbyt biedna i zbyt słaba ekonomicznie, aby móc stworzyć własne samodzielne państwo. Jako jedyną możliwość dalszego rozwoju Palestyny wskazano napływ średniej klasy żydowskiej, która poprzez tworzenie nowych osad rolniczych pobudziłaby rozwój gospodarczy. Wiązało się to jednak z rosnącym zagrożeniem ze strony Arabów. Arabscy nacjonaliści zdawali sobie dobrze sprawę z faktu, iż wrogość do nowych imigrantów może stać się podstawowym czynnikiem budującym rodzącą się tożsamość narodową palestyńskich Arabów. Mogło to stać się zarzewiem kolejnych rozruchów. W podsumowaniu, raport zalecał, aby ograniczyć żydowską imigrację. W konsekwencji raportu, w październiku 1930 roku brytyjski rząd opublikował białą księgę Passfielda. Zmniejszała ona liczbę żydowskich imigrantów i ograniczała prawa nabywania przez nich ziemi w Palestynie. Zapoczątkowało to organizowanie nielegalnej alii żydowskiej. Wraz z dojściem w 1933 roku narodowych socjalistów do władzy w Niemczech, wielkość jej się nasiliła. Brytyjczycy usiłowali ją powstrzymywać i w tym celu stosowali różnorodne środki represyjne wobec społeczności żydowskiej w Palestynie. Były one jednak nieskuteczne i żydowska Hagana wciąż znajdowała nowe kanały przerzutowe dla imigrantów. W 1935 roku zniecierpliwieni Arabowie zażądali od Brytyjczyków zezwolenia na utworzenie arabskiego rządu Palestyny i całkowitego zakazania żydowskiego osadnictwa. Wobec odmowy ogłoszono, w 1936 roku, strajk powszechny, który przerodził się w arabskie powstanie w Palestynie. Jego konsekwencje były tragiczne – zginęło 400 Żydów, 200 brytyjskich żołnierzy i ponad 5 tys. Arabów, natomiast około 15 tys. Arabów zostało rannych. Jednak najpoważniejszą konsekwencją powstania było pozbawienie arabskiej społeczności przywództwa politycznego, rozbicie spójności narodowej i zniszczenie ich zdolności wojskowych. Tysiące arabskich domów zostało zniszczonych, pola uprawne i sady zostały zdewastowane. Dodatkowo strajk generalny i bojkot ekonomiczny osłabiły delikatną gospodarkę palestyńskich Arabów. Arabscy kupcy i rzemieślnicy utracili rynki zbytu dla swoich towarów, a w rezultacie wzrosło bezrobocie. Wielki mufti Jerozolimy musiał uciec z Palestyny i w bardzo ograniczonym stopniu kontynuował swoją politykę na emigracji. Miało to daleko idące konsekwencje, ponieważ kilka lat później, gdy Palestyńczycy stanęli w obliczu najbardziej brzemiennych w skutkach wydarzeń lat 1947-1949, nadal cierpieli oni skutki brytyjskich represji 1936-39, i w istocie nie posiadali jednolitego przywództwa. W rzeczywistości można argumentować, że praktycznie w ogóle nie mieli przywództwa.

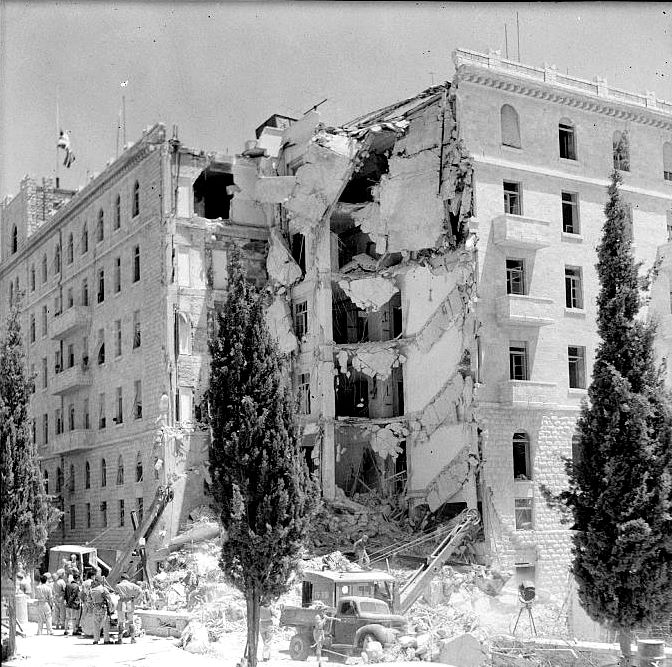
Hotel King David w Jerozolimie po zamachu Irgunu, 22 lipca 1946 r.

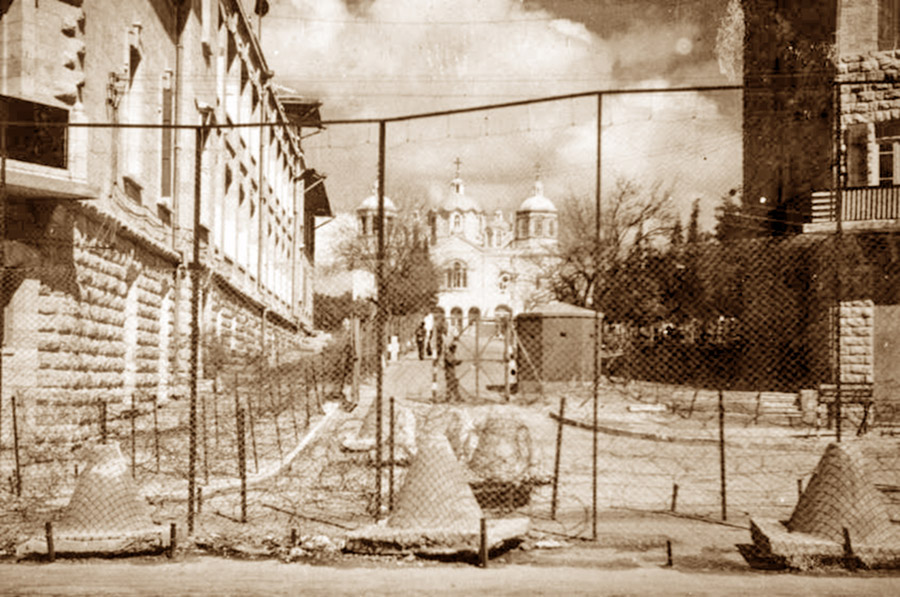
Główna kwatera brytyjskiej policji, nazywana „Bevingrad”, osiedle Migrasz ha-Rusim w Jerozolimie, 1946

W 1937 roku Królewska Komisja Palestyny przedstawiła raport o przyczynach wybuchu rozruchów i sposobach rozwiązania sytuacji. Lord William Peel jako jedyne rozwiązanie konfliktu wskazał odseparowanie obu zwaśnionych ze sobą społeczności w dwóch państwach: mniejszym żydowskim i większym arabskim. Strona żydowska wykazała zainteresowanie tym planem i wyraziła gotowość współpracy, jednak Arabowie zdecydowanie odrzucili propozycję, zapowiadając kontynuację walki, aż do uzyskania pełnej arabskiej samodzielności. Poszukując rozwiązania konfliktu, Brytyjczycy wysłali w 1938 roku Komisję Podziału Palestyny (na jej czele stanął sir John Woodhead). Raport końcowy tej komisji zawierał trzy propozycje przebiegu granic: plan A był powtórzeniem raportu Komisji Peela, natomiast plan B i plan C różniły się od siebie wielkością terytorium pozostawionego pod kontrolą brytyjską. Żaden z tych planów nie zadowolił obu stron konfliktu, i w rezultacie, rząd brytyjski ogłosił białą księgę z 1939 roku, która praktycznie zamknęła Żydom dostęp do Palestyny. Okazało się to niezwykle tragiczne w skutkach dla wielu Żydów, którzy zginęli podczas II wojny światowej w Europie – nie mieli możliwości ucieczki przed Holocaustem.
Podczas wojny, Wielka Brytania bezskutecznie usiłowała nakłonić państwa arabskie do utworzenia wspólnego sojuszu, chcąc pozyskać w ten sposób Arabów jako sprzymierzeńców w wojnie z Niemcami. Wykorzystywano przy tym ideę polityczną panarabizmu, która przyczyniła się do pobudzenia narodów arabskich do walki z pozostałościami kolonializmu. 22 marca 1945 roku przedstawiciele Królestwa Egiptu, Królestwa Arabii Saudyjskiej, Królestwa Iraku, Republiki Libanu, Republiki Syrii (Mandat Syrii), Emiratu Transjordanii oraz Jemenu spotkali się w celu utworzenia Ligi Państw Arabskich, której celem miało być koordynowanie wspólnej polityki arabskiej. W następnych latach Bliski Wschód przechodził bardzo poważne przemiany geopolityczne. Emirat Transjordanii uzyskał w 1946 roku niepodległość jako Królestwo Transjordanii. Było ono rządzone przez haszymickiego króla Abd Allaha I, jednak w rzeczywistości pozostawało pod silnymi wpływami brytyjskimi. Od 1945 roku Królestwo Egiptu usiłowało renegocjować z Brytyjczykami umowę w sprawie użytkowania Kanału Sueskiego. Pomimo niepodległości, w Egipcie nadal stacjonowały wojska brytyjskie, co było spostrzegane przez Egipcjan jako upokarzająca pozostałość kolonializmu. Liban istniał od 1943 roku jako niezależne państwo, jednak francuskie wojska stacjonowały w nim do 1946 roku. Gdy w 1946 roku Syria uzyskała niepodległość, wojska francuskie wycofały się z jej terytorium, oraz z sąsiedniego Libanu. Nowo powstałym państwom nie udawało się jednak koordynować wspólnej polityki. Każde z nich miało rozbieżne interesy i inną wizję rozwoju regionu. Haszymicki król Abd Allah I marzył o zjednoczeniu Transjordanii, Palestyny, Syrii, Libanu i Iraku jako Wielkiej Syrii. Usiłował on bezskutecznie przekonać do tego planu Brytyjczyków. Do Abd Allaha I z dużą nieufnością podchodziło także wielu arabskich przywódców, którzy poparli ideę unii państw arabskich w ramach istniejącej Ligi Arabskiej.
Tymczasem doświadczenie Holocaustu w Europie całkowicie odmieniło świadomość społeczności żydowskiej żyjącej w Palestynie. Ich przywódcy zrozumieli, że tylko własna siła militarna może uchronić w przyszłości Żydów przed powtórzeniem się podobnej tragedii na Bliskim Wschodzie. Szoa stało się więc punktem zwrotnym, determinującym Żydów do walki o własne bezpieczeństwo, niezależność i niepodległy byt państwowy. Ocaleni z zagłady europejscy Żydzi znajdowali się w specjalnych obozach dla przesiedleńców rozproszonych po całej Europie. Liczbę żydowskich uchodźców ocenia się na około 250 tys. Usiłowali oni różnymi drogami przedostać się do Palestyny, napotykali jednak na poważne utrudnienia ze strony brytyjskich władz mandatowych. Anglo-Amerykańska Komisja Śledcza przedstawiła w 1946 roku raport zalecający natychmiastowe zezwolenie 100 tys. żydowskim uchodźcom wjazd do Palestyny. Pomimo to Brytyjczycy utrzymali swoje ograniczenia. Jako pierwsza walkę z Brytyjczykami ogłosiła w lutym 1944 roku organizacja Irgun. Przez cały ten czas, największa żydowska organizacja paramilitarna Hagana utrzymywała współpracę z administracją brytyjską. Sytuacja zmieniła się, gdy nowy brytyjski premier Clement Richard Attlee zapowiedział w lipcu 1945 roku zmianę polityki odnośnie do żydowskiej imigracji do Palestyny. Przywódcy żydowscy podjęli wówczas decyzję o uznaniu Brytyjczyków za głównych wrogów w Palestynie. Wszystkie trzy główne żydowskie organizacje (Hagana, Irgun i Lechi) rozpoczęły atakowanie obiektów brytyjskiej administracji. Do najgłośniejszego zamachu doszło 22 lipca 1946 roku, kiedy to Irgun wysadził Hotel King David w Jerozolimie, który był siedzibą brytyjskiego sztabu wojskowego. W zamachu zginęło 91 osób, a 45 zostało rannych. Po zamachu brytyjskie władze zaostrzyły represje wobec żydowskiej społeczności w Palestynie, oraz utworzyły na Cyprze obozy dla internowanych, nielegalnych żydowskich imigrantów. Sytuacja wymagała, aby British Army utrzymywała ponad 100 tys. żołnierzy w Palestynie. Równocześnie brytyjski rząd, za pośrednictwem ministra spraw zagranicznych Ernesta Bevina zrzekł się 14 lutego 1947 roku roli mediatora w narastającym konflikcie żydowsko-arabskim.

### Sprawa Palestyny w ONZ

Plan podziału Palestyny uchwalony przez ONZ w 1947 r.

2 kwietnia 1947 roku sprawa Palestyny została poddana pod obrady Zgromadzenia Ogólnego Organizacji Narodów Zjednoczonych. Od 28 kwietnia do 15 maja 1948 roku trwała I Sesja Specjalna Zgromadzenia Ogólnego NZ w sprawie Palestyny, która powołała Specjalny Komitet do Spraw Palestyny (ang. United Nations Special Committee on Palestine – UNSCOP). Wysoki Komitet Arabski zajął przy tym stanowisko, że Specjalny Komitet nie ma prawa podejmować żadnych decyzji w sprawie Palestyny, i odmówił współpracy. W międzyczasie następowała stopniowa eskalacja przemocy. 4 maja 1947 roku członkowie Irgunu zaatakowali brytyjskie więzienie w Akce, uwalniając 28 żydowskich więźniów. Równocześnie mnożyły się akty wzajemnej agresji pomiędzy żydowską i arabską społecznością. 15 sierpnia 1947 roku wysadzono dom rodziny Labana Abu, zamożnego arabskiego plantatora pomarańczy w pobliżu Petach Tikwa. W zamachu zginęło 12 mieszkańców, w tym 6 dzieci.
31 sierpnia 1947 roku Specjalny Komitet do spraw Palestyny zakończył prace nad raportem. Liczbę ludności Palestyny mandatowej oszacowano na ponad 1,6 mln, z czego około 1,1 mln Arabów i ponad 500 tys. Żydów. Przy czym ludność arabska była równomiernie rozmieszczona na całej powierzchni kraju, a ludność żydowska skupiała się w kilku większych miastach oraz skupiskach osad wiejskich. Społeczność żydowska była jednak lepiej przygotowana do stworzenia własnego samodzielnego państwa. Żydzi swoją organizację narodową opierali na wzorcach zachodnich. Na czele społeczności stały instytucje wybierane w powszechnych wyborach. Przywódcy cieszyli się dużym autorytetem i szacunkiem. Poprzez organizacje syjonistyczne posiadali oni sprawnie działające przedstawicielstwo polityczne i dyplomatyczne. Natomiast społeczność arabska opierała się na więzach klanowych, a nie rodzinnych. Największe wpływy posiadał Muhammad Amin al-Husajni, był on jednak zmuszony za swoją działalność antybrytyjską do przebywania na emigracji. Gospodarka obu społeczności opierała się na rolnictwie, jednak Żydzi sprzedawali 75% produkcji, a Arabowie zaledwie 25%. Wynikało to przede wszystkim z faktu, że żydowskie gospodarstwa były nastawione na intensywną produkcję rolniczą z wykorzystaniem najnowszych rozwiązań agrotechnicznych. Arabskie gospodarstwa były niewielkimi rodzinnymi firmami, opierającymi się na przestarzałych metodach upraw bez wykorzystania techniki. Żydowska średnia klasa była dobrze wykształcona i przyjechała do Palestyny z wysoko rozwiniętej technologicznie Europy. Miało to decydujący wpływ na rozwój żydowskich przedsiębiorstw i rozbudowę rodzimego przemysłu. Pod względem militarnym pozorną przewagę posiadali Arabowie, którzy zdobywali swoje doświadczenie bojowe podczas walk partyzanckich w latach 1936–1939 oraz służąc w armiach sąsiednich państw arabskich. Nie istniało jednak żadne dowództwo sił arabskich. Natomiast siły żydowskie, chociaż nieliczne i słabo wyszkolone, dysponowało centralnym dowództwem i co okazało się ważniejsze, silnym zapleczem polityczno-ekonomicznym. Raport w swoich wnioskach końcowych nie był jednoznaczny. Część członków komisji zaproponowała utworzenie oddzielnych państw żydowskiego i arabskiego, połączonych unią gospodarczą. Jerozolima wraz z przyległym obszarem miała pozostać pod nadzorem międzynarodowym. Druga część członków komisji zaproponowała utworzenie federacji żydowsko-arabskiej ze stolicą w Jerozolimie. W wyniku rozbieżności zdań Zgromadzenie Ogólne powołało 23 września Komitet Ad Hoc do Spraw Problemu Palestyńskiego, w skład którego weszli przedstawiciele wszystkich krajów członkowskich Organizacji Narodów Zjednoczonych. Utworzono dwie podkomisje, które zajęły się analizą obu propozycji Specjalnego Komitetu do spraw Palestyny. Przy czym przedstawiciele większości państw muzułmańskich skoncentrowali się nad drugim projektem, który ostatecznie odrzucili. 29 września wiceprezes Najwyższej Rady Muzułmańskiej Dżamal al-Husajni sprzeciwił się pomysłowi podziału Palestyny na dwa państwa, kwestionując przy tym prawo ONZ do podejmowania decyzji w tej sprawie. W argumentacji podał, że ONZ nie jest spadkobierczynią Ligi Narodów, która utworzyła mandat w Palestynie, wobec tego nie ma prawo decydować w tej sprawie. Stanowisko to poparli prawie wszyscy przedstawiciele państw muzułmańskich. Druga podkomisja pracowała nad propozycją podziału Palestyny na dwa odrębne państwa. 2 października prezes amerykańskiej sekcji Agencji Żydowskiej Abba Hillel Silver zaapelował do podkomisji, aby przyjęto plan utworzenia odrębnego państwa żydowskiego. Plan ten został bez większych zmian zalecony do realizacji. 25 listopada 1947 roku Komitet Ad Hoc oficjalnie zaakceptował projekt podziału Palestyny. Za głosowało dwadzieścia pięć państw, przeciw trzynaście, a wstrzymało się od głosu siedemnaście.
Zgromadzenie Ogólne zaakceptowało raport Komitetu Ad Hoc i przyjęło 29 listopada 1947 roku rezolucję nr 181 w sprawie rozwiązania konfliktu arabsko-żydowskiego w Palestynie, poprzez utworzenie dwóch państw: arabskiego i żydowskiego. Oba państwa miały składać się z trzech głównych części, które miały być połączone eksterytorialnymi skrzyżowaniami.
- Państwo żydowskie otrzymało 14 257 km² (56% terytorium Palestyny) – równinę przybrzeżną rozciągającą się od Hajfy do Rechowot, wschodnią część Galilei z Jeziorem Tyberiadzkim oraz pustynię Negew z dostępem do Morza Czerwonego. Większość jego terytorium stanowiła nienadająca się do celów rolniczych pustynia Negew. Również w obrębie państwa żydowskiego znalazły się arabskie enklawy miast Jafy i Beer Szewy. Ludność wynosiła 905 tys. osób, w tym 498 tys. Żydów (55%) i 407 tys. Arabów (45%)[24].
- Państwo arabskie otrzymało 11 664 km² (42% terytorium Palestyny) – zachodnia część Galilei z Akką, Samarię i Judeę oraz równinę przybrzeżną na południe od Aszdod ze Strefą Gazy i częścią pustyni wzdłuż granicy z Egiptem. Ludność wynosiła 735 tys. osób, w tym 725 tys. Arabów (99%) i 10 tys. Żydów (1%)[24].

Zadanie wprowadzenia w życie planu podziału otrzymała Komisja Narodów Zjednoczonych ds. Palestyny (ang. United Nations Palestine Commission – UNPC).

## Cele polityczne

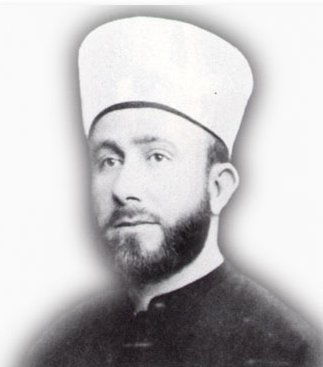
Wielki mufti Jerozolimy Al-Hadżdż Muhammad Amin al-Husajni

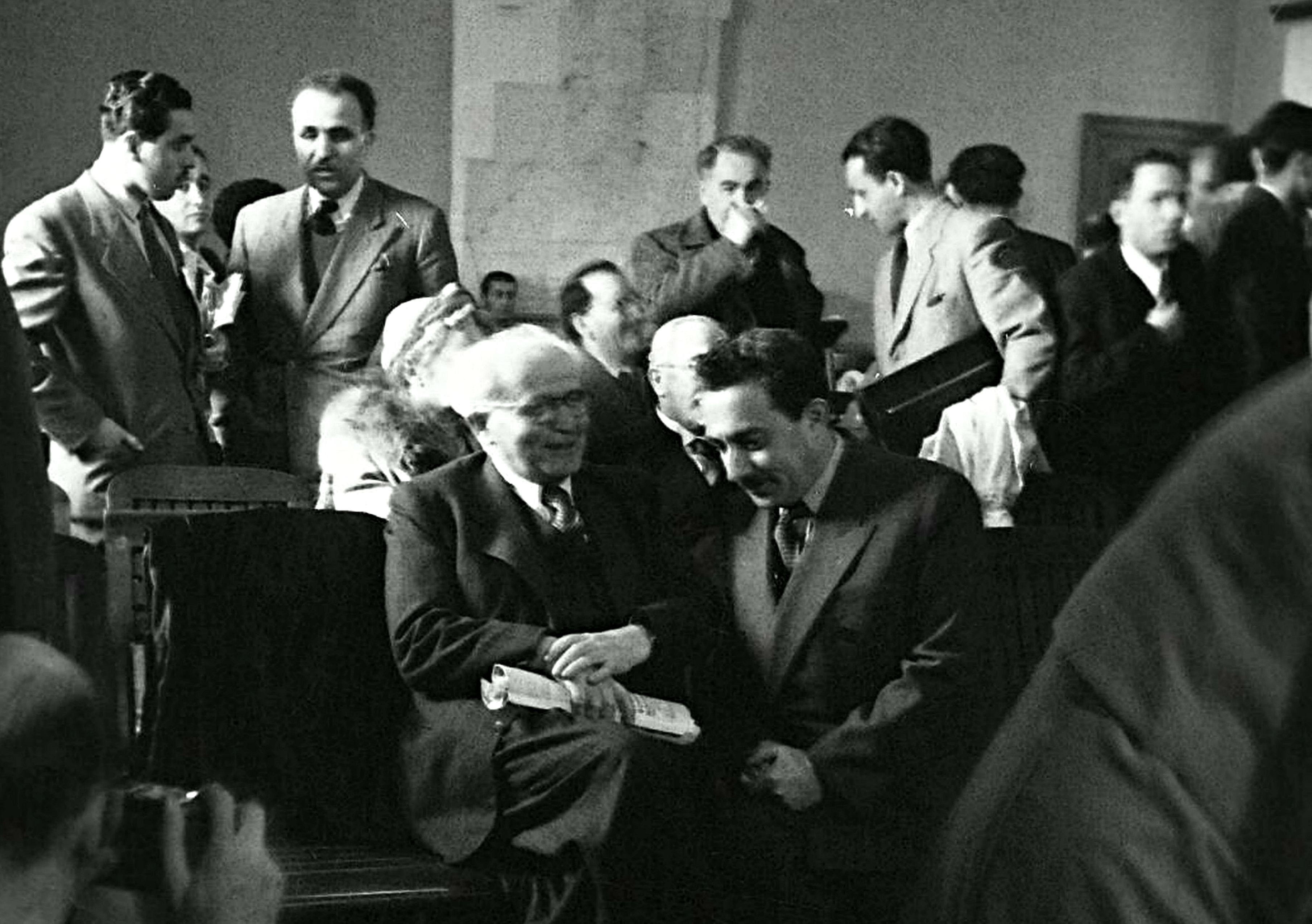
Dawid Ben Gurion i Mosze Szaret przed Anglo-Amerykańską Komisją Śledczą, 1946

### Strona arabska
Najwyższa Rada Muzułmańska od razu odrzuciła rezolucję nr 181, twierdząc, że narusza ona prawa większości mieszkańców Palestyny. Arabowie postrzegali plan podziału Palestyny jako niesprawiedliwy, ponieważ oddawał większość terytorium państwa w ręce stanowiącej mniejszość społeczności żydowskiej. Arabscy przywódcy zaczęli wzywać do „zwrócenia Palestyny jej prawowitym mieszkańcom”, „zepchnięcia Żydów do morza” i oczyszczenia Palestyny z „syjonistycznej plagi” .
Warto zauważyć, że cieszący się największym poparciem Al-Hadżdż Muhammad Amin al-Husajni zdecydowanie opowiedział się za utworzeniem jednego państwa arabskiego na terytorium całej Palestyny, jednak wzywał palestyńskich Arabów do zachowania spokoju i nie popierał rozwiązania siłowego konfliktu. Jak twierdzi historyk Michał Jadwiszczok, można przypuszczać, że jego postawa wynikała z pragmatyzmu. Otóż zdawał sobie po prostu sprawę, że społeczność palestyńska nie jest gotowa do walki z dobrze zorganizowanym przeciwnikiem, jakim byli niewątpliwie Żydzi. Klan al-Husajni nie był wystarczająco silny, aby narzucić swoją wolę całej arabskiej społeczności w Palestynie. Dyskusje prowadziły do wewnętrznych sporów, w wyniku których nie mogło powstać jednolite polityczne przedstawicielstwo palestyńskich Arabów. Niektóre niewielkie społeczności zaczęły zawierać lokalne sojusze z sąsiednimi osadami żydowskimi, zdarzały się nawet przypadki proszenia Żydów o pomoc. Inne społeczności zwracały się o pomoc do jordańskiego króla Abdullaha I, widząc w nim przywódcę mogącego przejąć kontrolę nad całą Palestyną. Był on wówczas najsilniejszym arabskim przywódcą na Bliskim Wschodzie. W latach 1946–1947 Abdullah I mówił, że nie zamierza „poprzeć ani utrudniać podziału Palestyny oraz utworzenia państwa żydowskiego”. Oficjalnie popierał on ideę utworzenia państwa arabskiego, jednak podczas wojny domowej w Brytyjskim Mandacie Palestyny stał się zwolennikiem przyłączenia zachodnich terenów Palestyny do Królestwa Transjordanii. W lutym 1948 roku jego premier uzyskał poparcie brytyjskiego rządu dla planu przyłączenia arabskiej części Palestyny do Transjordanii. Wielka Brytania nie chciała arabskiej inwazji na państwo żydowskie i utworzenia państwa palestyńskiego z wielkim muftim Jerozolimy na czele.

### Strona żydowska
Agencja Żydowska niemal natychmiast po przyjęciu rezolucji nr 181, ogłosiła uznanie jej decyzji jako obowiązujące społeczność żydowską w Palestynie. W ten sposób plan podziału Palestyny został zaakceptowany przez Żydów, chociaż wyrażali oni swoje niezadowolenie z umieszczenia Jerozolimy i Betlejem w międzynarodowej strefie pozostającej pod administracją ONZ. Jednak zaproponowany obszar państwa żydowskiego został przyjęty jako „niezbędne minimum” i bez zgłaszania zastrzeżeń rozpoczęto przygotowania do utworzenia własnego państwa.

Należy zwrócić uwagę, że w czasie trwania wojny, cele społeczności żydowskiej ewoluowały. Początkowo jedynym celem było przetrwanie ataków palestyńskich Arabów. Historyk Benny Morris stwierdza, że: 
„Syjoniści głęboko i prawdziwie obawiali się powtórzenia Holocaustu na Bliskim Wschodzie. Publiczna retoryka arabska tylko wzmagała te obawy.”

W trakcie wojny pojawił się nowy cel, którym było przejęcie kontroli nad strategicznymi liniami komunikacyjnymi i opanowanie jak największej części terytoriów przyznanych państwu żydowskiemu. Po kolejnych miesiącach wśród dowódców wojskowych pojawił się trzeci cel: 
„zmniejszenie liczebności wrogiej arabskiej mniejszości w państwie Izrael. Była ona uważana jako potężna piąta kolumna, której należało się pozbyć”
Rezolucja nr 181 nie została zaakceptowana przez paramilitarną, podziemną organizację Irgun, która wówczas była pod dowództwem Menachema Begina. Organizacja od 1944 roku prowadziła tzw. Rewoltę przeciw władzom brytyjskim. Jej celem było wyparcie Brytyjczyków z Palestyny i natychmiastowe utworzenie, zgodnie z postulatami syjonizmu rewizjonistycznego, państwa żydowskiego po obu brzegach rzeki Jordan. Irgun uważał, że jedynie w takich granicach Żydzi mogą utworzyć niepodległe państwo, będąc w nim jednocześnie większością.

## Układ sił

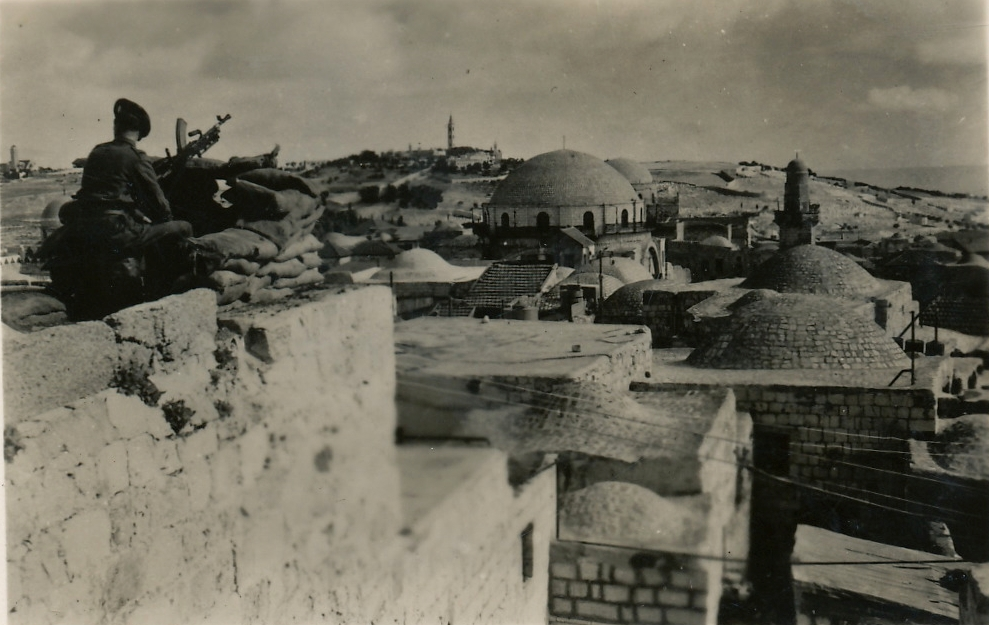
Brytyjski posterunek w Jerozolimie, 1948 r.

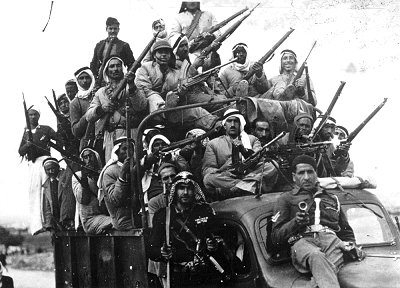
Arabscy ochotnicy w Palestynie, 1947 r.

### Siły brytyjskie
W Palestynie w 1947 roku rozmieszczonych zostało około 100 tys. brytyjskich żołnierzy zorganizowanych w dwóch dywizjach piechoty, dwóch niezależnych brygadach piechoty, dwóch regimentach zmechanizowanych, kilku jednostkach artylerii i kilku eskadrach lotnictwa. Siły te były jednak systematycznie wycofywane z Palestyny. W lipcu 1947 roku stacjonowało tutaj 70,2 tys. żołnierzy wspieranych przez 1277 cywilnych kierowców i 28 155 pracowników cywilnych. Dowódcą sił brytyjskich w Palestynie był generał Gordon Holmes MacMillan. 14 maja 1948 roku kraj opuścił brytyjski wysoki komisarz Palestyny Alan Cunningham.

### Siły arabskie
Społeczność arabska w Palestynie nie posiadała własnej narodowej organizacji wojskowej, istniały jednak dwie młodzieżowe organizacje paramilitarne: popierająca al-Husajniego Futuwwa (arab. فتوة) i sprzeciwiająca się Husajniemu Najjada (arab. حزب النجادة). Początkowo liczyły one około 11-12 tys. członków. Po długich sporach udało się w końcu przezwyciężyć tradycyjne animozje i podziały, doprowadzając do połączenia Futuwwy z Najjadą. Na czele w ten sposób powstałej młodzieżowej arabskiej organizacji paramilitarnej stanął Egipcjanin Mahmoud Labi, któremu udało się przekształcić ją w formację militarną. Dodatkowo, w momencie wybuchu wojny, w arabskich miejscowościach masowo powstawały lokalne milicje związane z lokalnymi Arabskimi Komitetami Narodowymi. Ich uzbrojenie było bardzo słabe i w większości pochodziło z magazynów brytyjskiej armii. Hagana oceniała uzbrojenie palestyńskich Arabów na około 5 tys. sztuk broni palnej. Ponadto na północy kraju Druzowie zorganizowali własny oddział liczący 600 ludzi, który bronił druzyjskie wsie w rejonie góry Karmel.
W październiku 1947 roku na szczycie Ligi Arabskiej w Alajh, iracki generał Ismail Sawfat przedstawił rzeczywisty obraz sytuacji w Palestynie. Podkreślił, że siły żydowskie są lepiej zorganizowane i posiadają duże wsparcie finansowe ze strony narodu żydowskiego żyjącego w krajach na całym świecie. Zaproponował on natychmiastowe rozmieszczenie arabskich armii w granicach Palestyny i udzielenie pomocy finansowej w wysokości 1 mln funtów szterlingów na zakup uzbrojenia i amunicji. Jego propozycje zostały odrzucone, utworzono jednak w Kairze specjalny Komitet Wojskowy, który miał koordynować pomoc techniczno-wojskową dla palestyńskich Arabów. Na czele tego Komitetu stanął Ismail Sawfat, a jego doradcami byli libańscy i syryjscy oficerowie oraz przedstawiciel Wysokiego Komitetu Arabskiego. Generał Sawfat był nieprzychylny Amin al-Husajniemu, i z tego powodu siły toczące najcięższe walki otrzymały najmniejszą pomoc wojskową. Amin al-Husajni doprowadził jednak do utworzenia pod koniec 1947 roku na terytorium Egiptu Armii Świętej Wojny (arab. جيش الجهاد المقدس, Jaysh al-Jihad al-Muqaddas), która liczyła około 1 tys. arabskich ochotników dowodzonych przez Abd al-Kadira al-Husajniego. 10 grudnia 1947 roku pierwsze siły tej formacji włączyły się w walki w Palestynie.
Na szczycie Ligi Arabskiej w Kairze w dniu 1 grudnia 1947 roku, premierzy i ministrowie spraw zagranicznych siedmiu państw arabskich podjęli decyzję, aby przygotować strategię działań przeciwko podziałowi Palestyny. Pod naciskiem opinii publicznej zgodzono się na utworzenie jednego dowództwa wojskowego, w skład którego mieli wejść szefowie sztabów wszystkich głównych państw arabskich w regionie. Na czele dowództwa stanął generał Ismail Sawfat. Następnie 5 stycznia 1948 roku powołano do istnienia Arabską Armię Wyzwoleńczą (arab. جيش الإنقاذ العربي, Jaysh al-Inqadh al-Arabi). W jej skład weszło około 6 tys. ochotników pod dowództwem zawodowych oficerów syryjskich i irackich. Ich naczelnym dowódcą został weteran arabskich walk niepodległościowych, Fauzi al-Kawukdżi. Oddziały te były dobrze uzbrojone i zaopatrzone w dużą ilość amunicji. Od 20 stycznia 1948 roku za milczącym przyzwoleniem Brytyjczyków przekraczały one granice Palestyny i przyłączały się do walk. W lutym generał Sawfat ponowił swoje wezwanie do rozlokowania arabskich armii w Palestynie, jednak arabskie rządy uznały, że palestyńscy Arabowie wspierani przez Arabską Armię Wyzwoleńczą poradzą sobie z rozwiązaniem problemu i zmuszą wspólnotę międzynarodową do rezygnacji z planu utworzenia państwa żydowskiego.
Dodatkową siłę stanowiło Bractwo Muzułmańskie, które bez zgody egipskiego rządu już w kwietniu 1948 roku skierowało swoje siły do Palestyny. Początkowo liczyły one około 350 ludzi. Gdy władze egipskie wyraziły zgodę na udział w wojnie arabskich ochotników, Bractwo Muzułmańskie sformowało dodatkową kompanię piechoty (124 ludzi), do których dołączyli ochotnicy z Egiptu (220 osób), Libii (297 osób) i Tunezji (45 osób). Na ich uzbrojeniu, poza bronią maszynową, znajdowały się cztery działa polowe. Łączną liczbę ochotników, którzy między grudniem 1947 a kwietniem 1948 roku napłynęli do Palestyny, ocenia się na około 5 tys. osób (poza siłami Arabskiej Armii Wyzwoleńczej). Wśród nich znalazło się między innymi 100 Jugosłowian oraz 500 muzułmanów z Bośni.

### Siły żydowskie

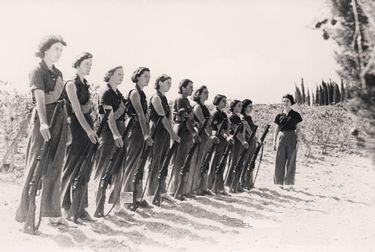
Ćwiczenia kobiecego oddziału Hagany w kibucu Miszmar ha-Emek, 1947 r.

W 1947 roku największą siłę militarną społeczności żydowskiej w Palestynie stanowiła podziemna organizacja paramilitarna Hagana. W wyniku kolejnych arabskich rozruchów z lat 1920–1921, 1929 i 1936-39 Hagana przechodziła stopniową ewolucję, stając się profesjonalną i dobrze zorganizowaną organizacją militarną. Posiadała ona swój sztab generalny z pionami: operacyjnym, wywiadowczym i administracyjnym. Pod względem militarnym stanowiła zalążek żydowskiej armii. Systematycznie tworzono jednostki bojowe, w skład których wchodzili żydowscy żołnierze zdemobilizowani z brytyjskiej armii. Dużym wzmocnieniem okazali się także żydowscy dezerterzy z Armii Polskiej na Wschodzie (2,5 tys. dezerterów z bronią w ręku). Siły wojskowe dzieliły się na dwie główne części:
1. Korpus Polowy (hebr. חיל השדה, Hail ha-Sade; w skrócie His) – tworzony stopniowo począwszy od 1939 roku. W jego skład wchodzili dobrze wyszkoleni i uzbrojeni żołnierze. Ogółem istniało 45 kompanii z około 6 tys. żołnierzy. Oddziały opierały się na zasadzie terytorialności, i były pozbawione jednolitego dowództwa. Były one na stałe przydzielone do danego rejonu kraju. Elitarne siły Palmach liczyły około 2 tys. najlepiej wyszkolonych i doświadczonych żołnierzy. Była to jedyna jednostka nieterytorialna i w pełni zmilitaryzowana.
2. Straż (hebr. חיל המשמר, Hail ha-Miszmar; ang. Guard Corps) – utworzona w 1939 roku i licząca około 20 tys. członków (mężczyzn i kobiet w wieku od 35 do 50 lat), służących w obronie terytorialnej swoich osiedli. Każda osada posiadała swojego dowódcę obrony. Czasami kilka pobliskich osad tworzyło jedną jednostkę Straży. Gdy zachodziła potrzeba, do służby mobilizowani byli prawie wszyscy mężczyźni zdolni do noszenia broni. Poza gminami wiejskimi istniały także większe jednostki broniące żydowskich osiedli w miastach: Jerozolimie (1700 ludzi), Hajfie (1800) i Tel Awiwie (2800). Szkolenia odbywały się przede wszystkim podczas lata i obejmowały podstawową znajomość obsługi karabinów i granatów ręcznych. Było to właściwie pospolite ruszenie.
3. Dodatkowo dowództwo Hagany przystąpiło do formowania Młodzieżowych Batalionów Gadna (hebr. Gdudej No'ar), w skład których wchodzili ochotnicy z żydowskiej młodzieży w wieku od około 17 lat. Istniał jeszcze Nachal (No'ar Chaluci Lochem), który zrzeszał osadników w oddziałach samoobrony, oraz Gwardia Narodowa, złożona z mieszkańców wiosek i miasteczek[45].

Dodatkową militarną siłę stanowiły podziemne organizacje paramilitarne Irgun (2-4 tys. członków) i Lechi (500-800 członków). Obie te grupy były silnie monitorowane przez brytyjski wywiad MI5, który uważał je za organizacje terrorystyczne.
Żydowskie przywództwo miało przygotowany jeszcze w 1946 roku plan działań nazwany „Plan Maj”. Był on przygotowany na wypadek powtórzenia się arabskiego powstania z lat 1936–1939. W ramach realizacji jego wytycznych wybudowano umocnienia wokół wielu żydowskich osad. Zdawano sobie sprawę, że dysponując nielicznymi siłami niemożliwe było prowadzenie działań obronnych w wielu miejscach jednocześnie. Dlatego obronę swoich osad pozostawiono ich mieszkańcom, budując wcześniej fortyfikacje, organizując szkolenia wojskowe oraz wzmacniając obronę najważniejszych osiedli dodatkowymi żołnierzami. Dowództwo Hagany zamierzało przekształcić swoją organizację w regularną armię. Zamierzano to uczynić poprzez przekształcenie Korpusu Polowego w regularne jednostki bojowe, pozostawiając siły Straży do obrony lokalnych społeczności. Jednostki polowe miały przyjąć kształt mobilnych brygad, działających na terytorium całego kraju. Miała to być rewolucyjna zmiana dla Hagany, która do tej pory posiadała jedynie kompanie. Wiązał się z tym problem braku dowódców, posiadających zdolności i umiejętności dowodzenia tak dużymi związkami taktycznymi. Prawdziwą wartość bojową przedstawiały jedynie kampanie uderzeniowe Palmach. W kwietniu 1948 roku sformowano je w sześciu batalionach, które następnie zgrupowano w trzech brygadach. Uzbrojenie Hagany we wrześniu 1947 roku stanowiło: 10489 karabinów, 702 lekkich karabinów maszynowych, 2666 pistoletów maszynowych, 186 ciężkich karabinów maszynowych oraz 673 dwucalowych i 92 trzycalowych moździerzy. W osiedlach żydowskich znajdowały się także liczne tajne warsztaty produkujące uzbrojenie i amunicję; do lipca 1948 roku wyprodukowały one m.in. 16 tys. pistoletów maszynowych i 210 moździerzy. Hagana nie dysponowała żadnymi ciężkimi karabinami maszynowymi, artylerią, pojazdami opancerzonymi, czołgami, samolotami ani bronią przeciwlotniczą.
5 grudnia 1947 roku ogłoszono obowiązkowy pobór do wojska wszystkich mężczyzn i kobiet w wieku od 15 do 25 roku życia. W ten sposób siły Hagany do marca 1948 roku uzyskały dodatkowych 21 tys. rekrutów. Następnie 30 marca rozszerzono grupę wiekową osób powołanych do wojska na mężczyzn i kobiety w wieku od 26 do 35 roku życia. Pięć dni później ogłoszono powszechną mobilizację wszystkich ludzi w wieku od 15 do 40 lat życia.

## Wybuch wojny
Pierwszymi ofiarami wojny byli pasażerowie żydowskiego autobusu, który został zatrzymany przez grupę ośmiu Arabów dowodzonych przez Seif al-Din Abu Kiszke z Jafy. Przygotowali oni zasadzkę na autobusy na płaskiej równinie w pobliżu moszawu Kefar Sirkin. 30 listopada 1947 roku, o godzinie 8.20 w zasadzkę wpadł pierwszy autobus. Napastnicy zabili pięciu Żydów, a dwóch kolejnych zranili. Pół godziny później w zasadzkę wpadł drugi autobus jadący w kierunku Hadery. Napastnicy zabili kolejne dwie osoby. Tego samego ranka arabscy snajperzy zaczęli ostrzał z Jafy położonych bardziej na północ osiedli Tel Awiwu. W osiedlu Menaszijja zginęła w ten sposób jedna osoba. Ostrzelano także żydowskie autobusy w Jerozolimie i Hajfie. Tak rozpoczęła się wojna domowa w Palestynie.

## Pierwsza faza wojny (30 listopada 1947 – 1 kwietnia 1948)

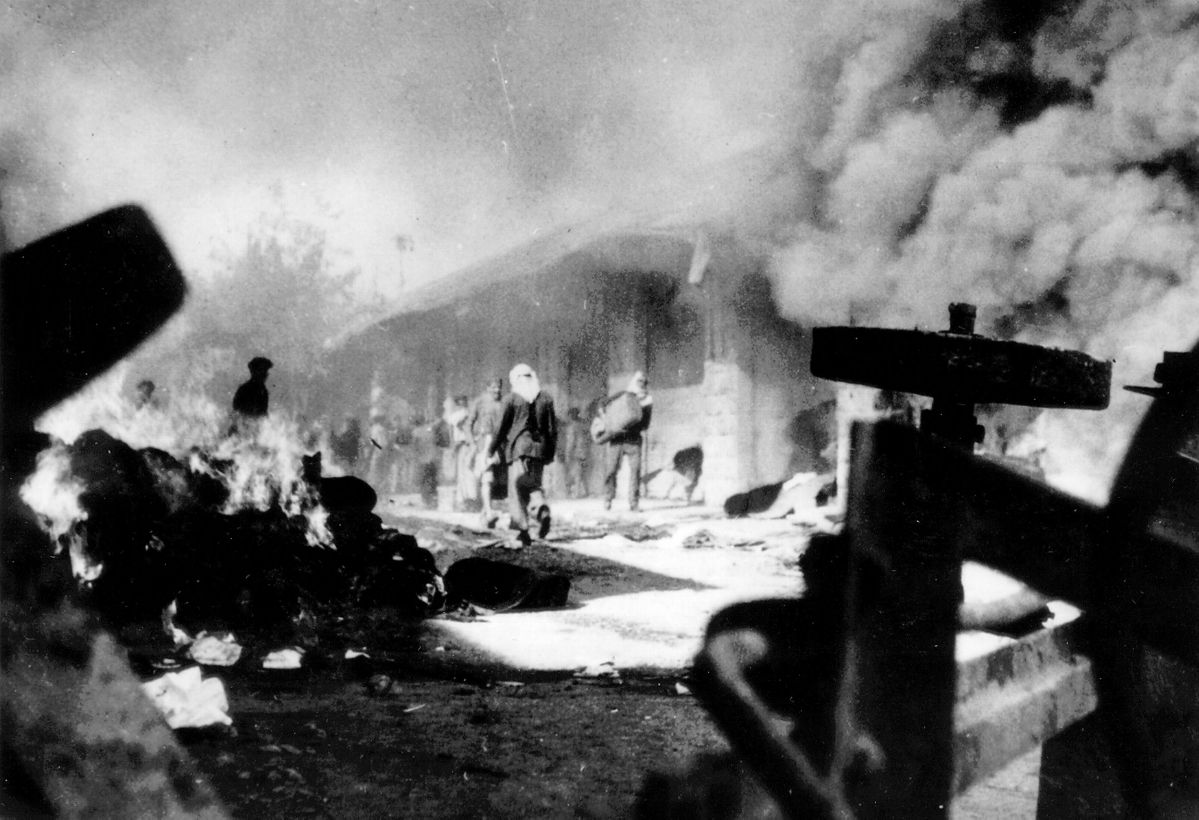
Arabskie zamieszki w Jerozolimie, 2 grudnia 1947

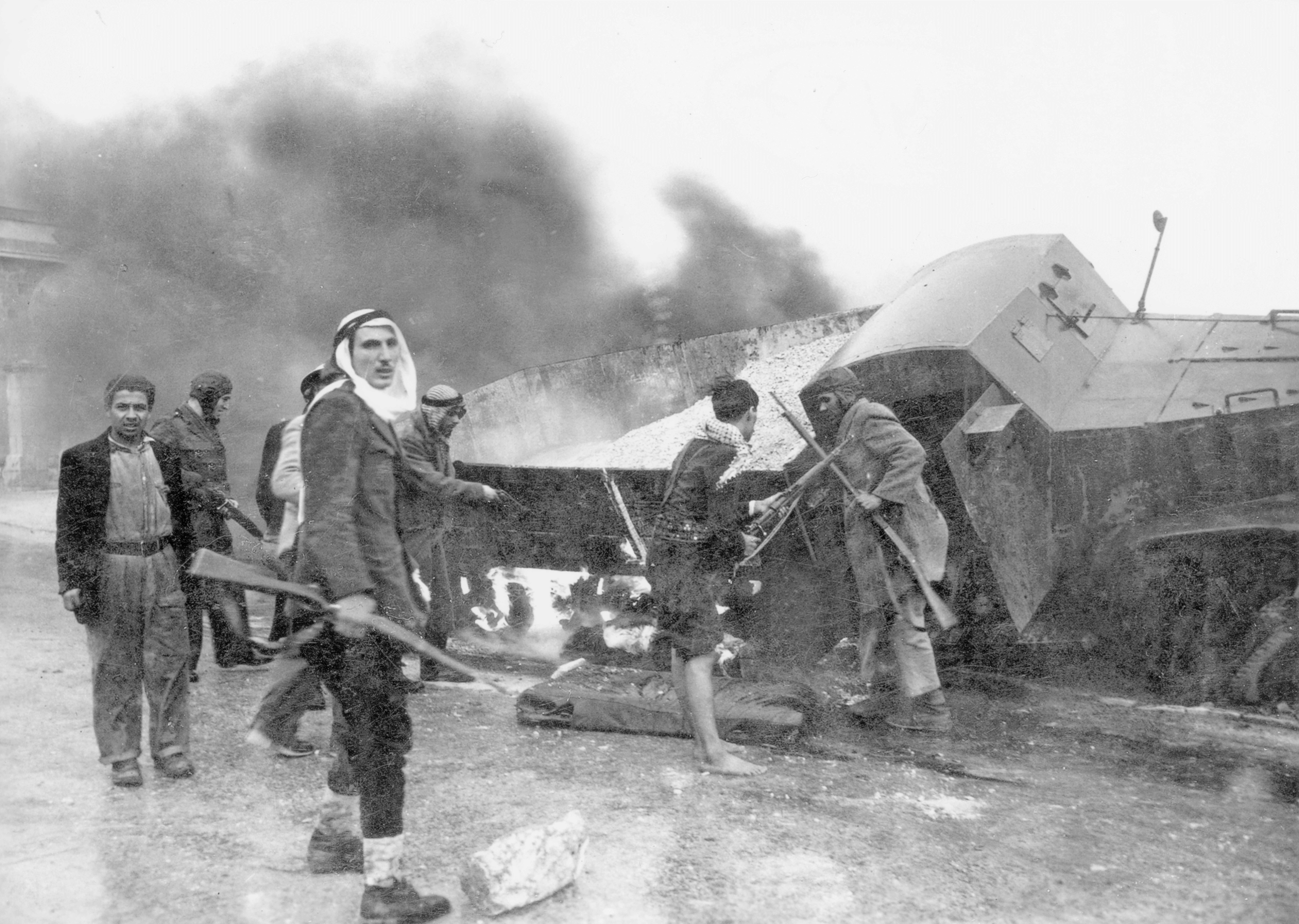
Arabscy bojownicy przy spalonej żydowskiej opancerzonej ciężarówce

30 listopada 1947 roku Wysoki Komitet Arabski ogłosił trzydniowy strajk generalny w całym Mandacie Palestyny. Strajk miał być wyrazem niezadowolenia społeczności arabskiej, która sprzeciwiała się planowi utworzenia państwa żydowskiego w Palestynie. Zażądano, by brytyjskie władze mandatowe przekazały całą władzę polityczną w ręce Wysokiego Komitetu Arabskiego, celem utworzenia jednego państwa arabskiego w całej Palestynie. Równocześnie burmistrz Nablusu proklamował świętą wojnę Dżihad. W odpowiedzi, 1 grudnia 1947 roku Wysoki Komisarz Palestyny sir Alan Cunningham ostrzegł Wysoki Komitet Arabski, że Wielka Brytania jest zobowiązana do zachowania porządku w Palestynie tak długo, jak sprawuje swój mandat. Z tego powodu policja mandatowa miała zatrzymać arabskich agitatorów, gdyby zaczęli w Jerozolimie podburzać tłum. Pomimo tych ostrzeżeń, 2 grudnia rozpoczął się strajk generalny. Objął on swoim zasięgiem cały kraj, a w rejonach gdzie obie skłócone z sobą społeczności żyły blisko siebie, doszło do starć – na styku żydowskiego Tel Awiwu i arabskiej Jafy zginęło 7 Żydów. Jednak do najcięższych starć doszło podczas zamieszek w Jerozolimie, gdzie zorganizowana demonstracja przekształciła się w rozruchy, podczas których plądrowano i podpalano żydowskie sklepy oraz domy. Przy braku interwencji ze strony brytyjskich władz mandatowych, żydowska Hagana po raz pierwszy od ośmiu lat zaangażowała się w starcia, aby strzec Dzielnicy Żydowskiej w Jerozolimie. Do pierwszej otwartej wymiany ognia doszło podczas plądrowania przez Arabów centrum handlowego „Manila”. Brytyjczycy podjęli działania dopiero po ustaniu ulicznych rozruchów. Na arabską część miasta nałożono godzinę policyjną, która miała obowiązywać do końca tygodnia. Równocześnie aresztowano niektórych członków Hagany za posiadanie broni. W odwecie, 3 grudnia członkowie żydowskiego Irgunu podpalili arabskie kino „Rex”, a przy Bramie Dawida zastrzelono 2 Arabów. Tego samego dnia Arabowie zaatakowali pojazd jadący do Dzielnicy Żydowskiej w Jerozolimie, zabijając 1 osobę i raniąc 7 kolejnych. 4 grudnia w ataku na żydowski autobus w Jerozolimie rannych zostało 2 Żydów i 3 Arabów. W kolejnych dniach dochodziło do coraz częstszych strzelanin, podpaleń, a także zamachów bombowych, które paraliżowały normalne funkcjonowanie miasta. Ogółem zginęło 20 Żydów i 15 Arabów.
Pomimo usilnych starań władz brytyjskich, arabskie protesty stawały się coraz bardziej brutalne. Pojedyncze strzały przekształciły się w starcia, które szybko rozprzestrzeniły się po całym kraju. Towarzyszyły im podpalenia, morderstwa, napady rabunkowe i grabieże. W rejonach wiejskich dochodziło do podpaleń upraw rolniczych i drobnych napaści na żydowskie osady. Przebieg następnych wydarzeń był już nie do powstrzymania. Nawet rozszerzenie godziny policyjnej na peryferyjne drogi nie było już w stanie powstrzymać obrzucania kamieniami żydowskich pojazdów. 2 grudnia w pobliżu Ramli, Arabowie obrzucili kamieniami samochód, w którym śmiertelnie zraniony został dyrektor Departamentu Handlu Agencji Żydowskiej, Max Pinn. W odpowiedzi na ataki, żydowska Hagana rozpoczęła pośpieszną mobilizację 10 tys. ludzi, natomiast transjordański Legion Arabski poinformował o wzmocnieniu obrony arabskiej Jafy. Wydawało się, że strzały z Palestyny z łatwością mogą przenieść się na sąsiednie kraje i objąć ogniem cały Bliski Wschód. Dostrzegając to niebezpieczeństwo, Departament Stanu USA ogłosił 5 grudnia, że nakłada embargo na wszystkie dostawy amerykańskiej broni na Bliski Wschód. Wydaje się, że od samego początku konfliktu Rosjanie starali się pomóc Żydom i dostarczali przejęty niemiecki sprzęt wojskowy oraz instruktorów, którzy pomagali w szkoleniu sił Hagany. Wielu Żydów posiadało rosyjskie lub polskie pochodzenie, co ułatwiało Rosjanom kontakty z żydowską społecznością lokalną. ZSRR było zainteresowane dostępem do złóż ropy naftowej na Bliskim Wschodzie, i z tego powodu żydowskie państwo w Palestynie znalazło się w kręgu jego zainteresowań – dostęp do tutejszych portów morskich otworzył by drogę do dalszej ekspansji. Tymczasem walki w Palestynie zaczęły rozszerzać się na cały region. Do najcięższych zdarzeń doszło w Jemenie, gdzie w pogromie w Adenie zginęło 82 Żydów. W Syrii masowe demonstracje sparaliżowały na kilka dni życie Damaszku. 30 listopada tłum zniszczył radzieckie centrum kultury oraz siedzibę partii komunistycznej w Damaszku. Aby uspokoić nastroje, rząd oficjalnie zdelegalizował Syryjską Partię Komunistyczną, jednak rosnący w siłę panarabizm objawił się w zdemolowaniu brytyjskiej i amerykańskiej ambasady. W dniu 1 grudnia rząd syryjski zaczął ulegać naciskom opinii publicznej, i ogłosił obowiązkowe szkolenie wojskowe dla wszystkich uczniów szkolnych. Dzień później, syryjski parlament uchwalił ustawę przyznającą 860 tys. USD pomocy palestyńskim Arabom. Tego samego dnia doszło także do pogromu w Aleppo, w którym zginęło 75 Żydów. W Egipcie, w dniu 1 grudnia parlament przegłosował udzielenie pomocy ludności arabskiej w Palestynie. Gdy 4 grudnia doszło do starć policji z 15 tys. demonstrantów, władze zakazały wszelkich publicznych demonstracji (w ten sposób uniknięto zaatakowania zachodnich ambasad w Kairze). w Libanie doszło do masowych wystąpień, podczas których 1 grudnia wybito okna w amerykańskiej ambasadzie w Bejrucie. Aby zapobiec dalszym wystąpieniom, władze zamknęły wszystkie szkoły. Do mniejszych wystąpień doszło także w Iraku i Arabii Saudyjskiej, gdzie Arabowie protestowali przeciwko amerykańskim inwestycjom w pola naftowe.
W dniu 3 grudnia na granicy Tel Awiwu i Jafy doszło do najcięższej bitwy pomiędzy Arabami a siłami Hagany. Liczący kilkuset Arabów oddział, dowodzony przez Hasana Salama, podjął próbę szturmu na przedmieścia Tel Awiwu. Członkowie Hagany nie dali się zaskoczyć i przygotowali zasadzkę. Wymiana ognia trwała sześć godzin, przynosząc śmierć 7 Żydów i 5 Arabów, kolejnych 75 osób zostało rannych. Tego samego dnia podpalono kilka arabskich sklepów w Jafie. We wsiach Jazur i Al-Kubab oddano strzały z przejeżdżających żydowskich samochodów, w wyniku czego rannych zostało dwóch arabskich chłopców. We wsi Jazur doszło także do wymiany ognia między Irgunem a brytyjskimi policjantami. 4 grudnia grupa około 30 Żydów wtargnęła do gaju pomarańczowego w pobliżu Jafy, strzelając i rzucając granaty (ranny został 1 arabski robotnik). W Tel Awiwie lekko postrzelono 2 brytyjskich żołnierzy. Następnego dnia doszło do gwałtownych zaburzeń w rejonie wioski Mikwe Jisra’el. Protestujący Żydzi zaatakowali brytyjski samochód pancerny, którego załoga otworzyła ogień zabijając 3 osoby i raniąc 1. W pobliżu tego miejsca Żydzi zaatakowali policjantów eskortujących Arabów, którzy wracali po sprzedaży bydła z Tel Awiwu. Rannych zostało 2 policjantów i 1 Żyd. Rankiem 6 grudnia doszło do starć w Hajfie, w których zginął 1 Arab. Policja uniemożliwiła rozszerzenie się starć. Popołudniem członkowie Irgunu rzucili bombę w arabski sklep w Jafie (zginęło 2 Arabów, a 5 zostało rannych), a następnie ostrzelali brytyjski samochód pancerny. W wymianie ognia rannych zostało 2 Żydów. Na Starym Mieście Jerozolimy rzucono granat w arabski dom, zabijając 1 Araba i raniąc 3 osoby. Brytyjskie siły wojskowe podjęły wówczas działania prewencyjne w Hajfie i Jafie – aresztowano 13 Żydów i przejęto posiadaną przez nich broń. Przyniosło to krótkie uspokojenie sytuacji, gdyż już 8 grudnia doszło do dwóch incydentach w Hajfie oraz na drodze z Jefy do Jerozolimy (ranny był 1 brytyjski żołnierz). Rankiem 9 grudnia w Hajfie wybuchła podłożona bomba. Następnego dnia Lechi zastrzeliła brytyjskiego policjanta w Hajfie. Był to odwet za wcześniejsze aresztowanie jednego z członka tej grupy. W dniu 10 grudnia lokalni przedsiębiorcy w Jafie i Tel Awiwie doprowadzili do podpisania zawieszenia broni, aby spokojnie przeprowadzić zbiory pomarańczy, jednak już następnego dnia Arabowie wznowili swoje ataki na Starym Mieście Jerozolimy. W ten sposób niewielkie z początku starcia rozwijały się w wojnę domową. Dla brytyjskich władz mandatowych stało się jasne, że podział Palestyny nie przebiegnie zgodnie z planem. Wydawało się, że nie ma możliwości kontrolowania Żydów, którzy byli bardzo zdeterminowani i gotowi usunąć siłą wszystkich Arabów z Jerozolimy. Natomiast Arabowie, którzy do tej pory pokojowo mieszkali z mniejszością żydowską, teraz, gdy Brytyjczycy zaczynali wycofywać się, zaczynali coraz mocniej atakować Żydów. Wszystko wskazywało na to, że wojna domowa jest nie do uniknięcia. W tym pierwszym okresie wojny, działania arabskie przybrały formę nieskoordynowanych działań, napaści, zasadzek, ostrzałów i podłożeń bomb. Bardzo rzadko dochodziło do bezpośrednich ataków na osiedla żydowskie, które były ufortyfikowane i sprawiały wrażenie trudnych do zdobycia. Z poniesionej przez Hasana Salamę porażki na przedmieściach Tel Awiwu, Arabowie wyciągnęli dwa główne wnioski: (1) nie warto atakować silnie bronionych żydowskich osiedli, i (2) ataki należy zintensyfikować na drogach i w miastach, w których społeczność arabska miała przewagę ilościową. Wnioski te były naturalnym wynikiem analizy położenia terytorialnego obu zwaśnionych grup, który to czynnik okazał się najważniejszym elementem determinującym przebieg działań w pierwszej fazie wojny domowej.

### Wojna o drogi

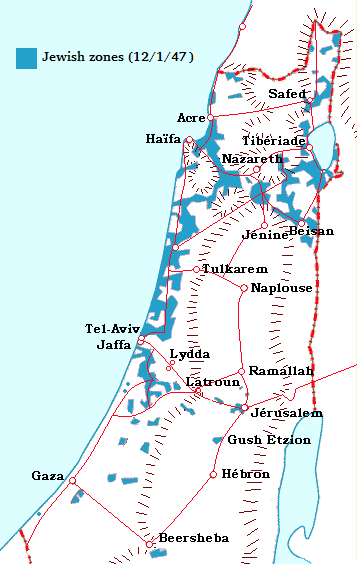
Mapa żydowskich osiedli i dróg w Palestynie, stan na 1 grudnia 1947 r.

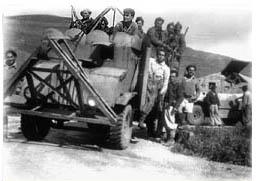
Jeden z żydowskich konwojów

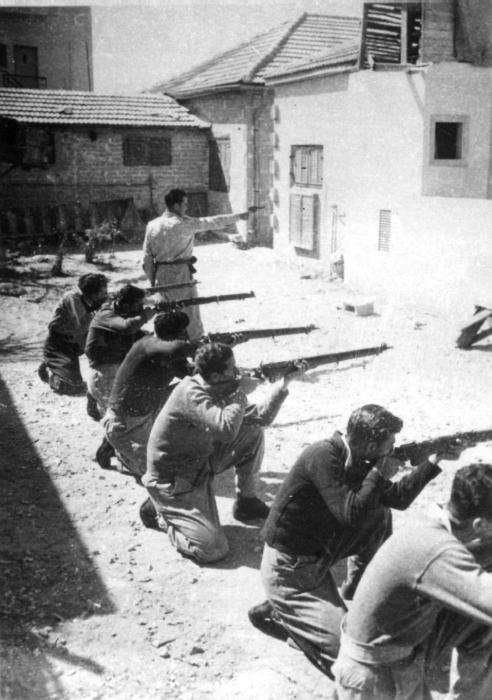
Członkowie Irgunu

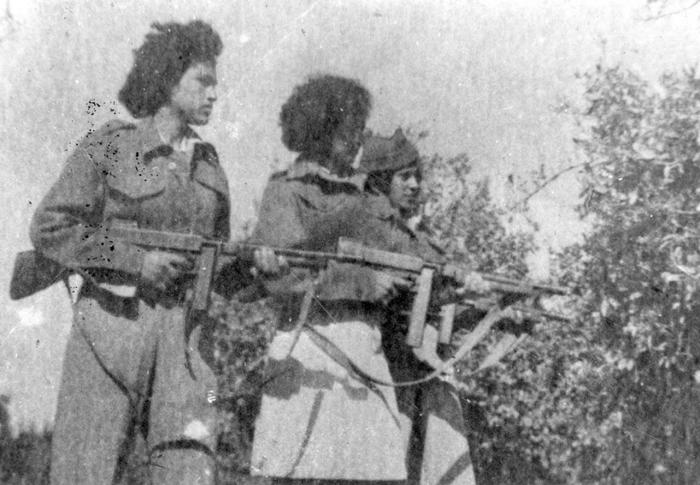
Bojownicy żydowskiego Lechi

W pierwszych tygodniach walk żydowska komunikacja praktycznie zamarła, będąc sparaliżowana przez arabskie ataki. Społeczność żydowska zamieszkiwała pas wybrzeża położony pomiędzy Hajfą a Tel Awiwem. Drugim dużym skupiskiem żydowskich osiedli była Dolina Jezreel, rozciągająca się na wschód od Hajfy w kierunku na Tyberiadę. Przy czym Hajfa i Tyberiada były zamieszkane przez obie społeczności. Ponadto osiedla żydowskie znajdowały się w Dolinie Bet Sze’an, Dolinie Kinaret i na północ od jeziora Tyberiadzkiego. W pozostałych częściach kraju znajdowały się mniejsze, rozproszone i mocno izolowane osady żydowskie. Natomiast ludność arabska zamieszkiwała cały obszar Palestyny, przy czym na obszarze Samarii i Judei stanowiła zdecydowaną większość. Wyjątek stanowiło miasto Jerozolima. Mieszkało w nim około 165 tys. Żydów i ponad 99 tys. Arabów, przy czym na Starym Mieście mieszkało 3200 Żydów i 20 tys. Arabów. Natomiast w otoczeniu miasta żyło ponad 100 tys. Arabów i tylko 2 tys. Żydów. W ten sposób w obszarze Jerozolimy występowała prawie dwukrotna przewaga Arabów w liczebności. Najważniejszym jednak okazał się czynnik położenia arabskich wiosek i miejscowości wzdłuż dróg komunikacyjnych. Stworzyło to możliwość stosunkowo łatwego przecięcia linii komunikacyjnych, i odcięcia osiedli żydowskich od zaopatrzenia. Na południu kraju, na pustyni Negew znajdowało się 27 odosobnionych osiedli, które bardzo szybko zostały odcięte od głównej społeczności żydowskiej skupionej na wybrzeżu wokół miasta Tel Awiw. Położony w Judei blok osiedli Gusz Ecjon był połączony drogą z Jerozolimą. Została ona z łatwością przecięta w rejonie Betlejem. Jerozolima była połączona strategiczną drogą biegnącą przy Latrun z wybrzeżem i Tel Awiwem. Droga ta została przecięta w rejonie miast Lida i Ramla, oraz w górach w Sza’ar ha-Gaj. Ciężka sytuacja panowała również na północy w Galilei. Doprowadziło to do „wojny o drogi”.
Dawid Ben Gurion wystąpił do wysokiego komisarza Palestyny Alana Cunninghama o zapewnienie bezpieczeństwa żydowskim transportom. Jednak Brytyjczycy nic nie przedsięwzięli w celu zapewnienia ochrony żydowskich linii komunikacyjnych. W tej sytuacji Hagana wyznaczyła Miszaela Szachama („Azarja”) do zorganizowania uzbrojonych konwojów do Jerozolimy. Pojazdy nie mogły poruszać się samodzielnie i były łączone w konwoje. Każdy wyjeżdżający konwój musiał mieć zabezpieczoną odpowiednią eskortę i zaplanowaną drogę przejazdu. Doświadczenie zdobywano w trakcie przejazdu kolejnych konwojów, a zdobyte w ten sposób informacje przekazywano do innych regionów kraju. Strategię działania dostosowywano do zmieniających się zagrożeń oraz własnych możliwości zapewnienia ochrony. W grudniu 1947 roku powołano do życia Komisję Transportu w Nagłych Wypadkach. Skupiła się ona głównie na problematyce zapewnienia dostaw zaopatrzenia do Jerozolimy. Z przyznanego budżetu zakupiono 60 samochodów ciężarowych i autobusów. Konwoje jadące z zaopatrzeniem do Jerozolimy były organizowane przez różne organizacje lub osoby indywidualne, prowadzące interesy w mieście lub okolicy. Najczęściej przewożonymi towarami była żywność, odzież, koce i amunicja. Zazwyczaj każdego dnia na trasie pomiędzy Jerozolimą i Tel Awiwem kursowały po dwa konwoje w każdą stronę – dwa konwoje towarowe i dwa pasażerskie. Każdemu konwojowi towarzyszyły dwa samochody pancerne wiozące po 10-12 uzbrojonych ludzi ochrony. Każdy konwój posiadał własnego dowódcę, który zazwyczaj jechał w pierwszym opancerzonym pojeździe. Organizatorzy konwojów napotykali na liczne utrudnienia ze strony brytyjskich władz mandatowych. Na załadunek towarów do opancerzonych ciężarówek jadących do Jerozolimy wymagane było posiadanie specjalnych zezwoleń. Broń członków eskorty była ukrywana, a od kierowców wymagano licencje. Zdarzały się przypadki aresztowania przez Brytyjczyków członków eskorty. Amunicję i broń otrzymywali oni bardzo często dopiero na granicy obszarów kontrolowanych przez Żydów. Początkowo takie konwoje były małe, i czasami składały się zaledwie z kilku pojazdów. W celu zapewnienia bezpieczeństwa zatrudniono 6 Batalion Palmach do patrolowania drogi pomiędzy Jerozolimą a Sza’ar ha-Gaj. Każdy oddział składał się z czterech osób – dwóch chłopców i dwóch dziewcząt, które ukrywały broń pod ubraniem. Podróżowali oni samochodami wzdłuż tras przejeżdżających konwojów. Stopniowo konwoje stawały się coraz większe i w grudniu liczyły już po dziesięć pojazdów. Jednak pierwsze konwoje wykorzystywały jeszcze otwarte samochody ciężarowe (zazwyczaj pick-upy), ponieważ władze brytyjskie twierdziły, że pojazdy opancerzone mogą niepotrzebnie rozdrażnić Arabów. Konwojom takim czasami towarzyszył oficjalny patrol umundurowanej Policji Żydowskich Osiedli (ang. Jewish Settlement Police).
Na początku grudnia 1947 roku w rejon Jerozolimy dotarł pierwszy oddział Armii Świętej Wojny dowodzony przez Abd al-Kadira al-Husajniego. Zamierzał on odciąć społeczność żydowską w mieście od zaopatrzenia z zewnątrz. Podszedł on ze swoim liczącym około stu bojowników oddziałem do wsi Surif, na południowy zachód od Jerozolimy. Dołączyło tu do niego wielu młodych arabskich wieśniaków, z których niektórzy byli weteranami brytyjskiej armii. W ten sposób jego siły bardzo szybko urosły do kilku tysięcy ludzi. Abd al-Kadir al-Husajni przeniósł wtedy swoją siedzibę do wsi Bir Zajt, położonej blisko miasta Ramallah. Obszar będący pod jego kontrolą rozciągał się do Liddy i Ramli. Hasan Salama razem z Abd al-Kadir al-Husajnim rozlokowali w tym obszarze około 1 tys. ludzi, z rozkazem atakowania żydowskich konwojów jadących do Jerozolimy. Część tych sił zablokowała drogi dojazdowe do bloku żydowskich osiedli Gusz Ecjon, na południe od Jerozolimy. Osiedla te leżały w obszarze przyznanym państwu arabskiemu, jednak Hagana wydała rozkaz nieopuszczania wiosek. Nałożona arabska blokada spowodowała, że podróż z Jerozolimy do Gusz Ecjon stała się niezwykle trudna. W dniu 11 grudnia Arabowie urządzili zasadzkę i w pobliżu Betlejem rozbili konwój, zabijając 10 Żydów. Konwój ten przeszedł do historii jako Konwój dziesięciu. Hagana postanowiła wtedy, że odtąd będzie wykorzystywać pojazdy opancerzone stalowymi płytami w konwojach. Ogółem w tych pierwszych dniach walk, od 30 listopada do 11 grudnia 1947 roku zginęło 70 Żydów, 50 Arabów, oraz 3 brytyjskich żołnierzy i 1 policjant.
Arabskie ataki pobudziły radykalnie prawicową podziemną organizację żydowską Irgun do podjęcia działań odwetowych. W nowej rzeczywistości wojny domowej, Irgun działał niemal całkowicie jawnie, otwierając bazy wojskowe w Ramat Ganie i Petach Tikwie. Irgun rozpoczął także jawną rekrutację, znacznie powiększając liczebność swoich oddziałów. Już w 1936 roku przyjął on stworzoną przez Dawida Razi’ela strategię „aktywnej obrony”, która opierała się na wyprzedzających atakach stanowiących skuteczną obronę żydowskich osiedli. Teraz te działania rozszerzono, rozpoczynając kampanię podkładania bomb na zatłoczonych targowiskach i przystankach autobusowych, powodując liczne ofiary pośród ludności cywilnej. Działania te przypominały w swojej formie ataki terrorystyczne. Doszło także do kilku zbrodni wojennych popełnionych w arabskich wsiach.

W dniu 11 grudnia członkowie Irgunu otworzyli ogień do grupy Arabów we wsi Balad asz-Szajch, zabijając 2 osoby. W rejonie Hajfy zginęły 4 osoby, a 15 było rannych. Tego samego dnia, późnym wieczorem oddział Irgunu wkroczył do arabskiej wioski At-Tira, zabijając 13 Arabów (wysadzono 1 dom i uszkodzono 5 kolejnych). Następnego dnia żydowskie organizacje rozpoczęły kampanię ataków na Arabów i Brytyjczyków, uznając obydwie strony za uzasadnione cele. Rankiem 12 grudnia nieznani sprawcy postrzelili 3 brytyjskich żołnierzy jadących jeepem w Jerozolimie (jeden z nich zmarł w drodze do szpitala). Do podobnego incydentu doszło w południe w Hajfie. W Ramli wybuch granatów spowodował duży pożar, który został opanowany dopiero wieczorem. W Jerozolimie członkowie Irgunu podłożyli bombę w Bramie Damasceńskiej, zabijając 20 Arabów i raniąc 50 osób. 13 grudnia Irgun przeprowadził trzy kolejne ataki. W wybuchu bomby przed kinem Alhambra w Jafie, zginęło 6 Arabów, a 25 osób zostało rannych. Przed Bramą Damasceńską na Starym Mieście Jerozolimy wybuchły dwie bomby, zabijając 2 osoby i raniąc kolejnych 47. W odwecie tłum Arabów zabił 1 Żyda. Podczas próby przywrócenia porządku rannych zostało 2 brytyjskich policjantów. Oddział Irgunu wkroczył także do arabskiej wioski Al-Abbasijja w pobliżu Jafy, zabijając 9 Arabów i ciężko raniąc 7. W Safedzie na granicy między dzielnicą muzułmańską i żydowską doszło do strzelaniny, w której zginął 1 Arab, a 3 Żydów zostało rannych. Brytyjska policja nałożyła na miasto godzinę policyjną. Tak wielka eskalacja przemocy spowodowała, że 14 grudnia w starcia w Palestynie zaangażowały się regularne siły transjordańskiego Legionu Arabskiego, dowodzony przez brytyjskiego gen. Normana Lasha. Jedna z jednostek tej elitarnej formacji, zaatakowała żydowski konwój przy wiosce Bajt Nabala, zabijając 14 Żydów i raniąc kolejnych 9 Żydów, 2 brytyjskich żołnierzy i 1 Araba. Podczas późniejszego dochodzenia, jordańscy żołnierze tłumaczyli, że to Żydzi zaatakowali ich jako pierwsi. Równocześnie brytyjskie siły wojskowe przeprowadziły masowe akcje policyjne, aresztując 6 Żydów i przejmując dużą ilość broni, granatów i amunicji. Natomiast członkowie arabskich milicji wykorzystując ochronę jordańskich żołnierzy, odcięli 15 grudnia wodociąg doprowadzający wodę pitną do żydowskiej Zachodniej Jerozolimy. Brytyjczycy szybko naprawili uszkodzenia, jednak społeczność żydowska w mieście była już świadoma niebezpieczeństw czekających na nią w przyszłości i rozpoczęła przygotowania do nieuchronnego oblężenia Jerozolimy. Podczas tych wydarzeń, członkowie Irgunu jako jedyni otwarcie wystąpili przeciwko żołnierzom Legionu Arabskiego, uniemożliwiając im dalsze zajmowanie terytoriów Palestyny. W dniu 15 grudnia Irgun opublikował komunikat skierowany do Arabów: 
„Narodowa Organizacja Zbrojna ostrzega was, jeśli zbrodnicze ataki na żydowskich cywilów będą kontynuowane, nasi żołnierze spenetrują wasze centra aktywności i będą was nękać. Nie ignorujcie ostrzeżenia. Wy szkodzicie naszym braciom i mordujecie z dzikim okrucieństwem. Dlatego ostrzegamy was, żołnierze Narodowej Organizacji Zbrojnej zaatakują was ... Jednakże nawet w tym szalonym czasie, kiedy arabska i żydowska krew jest rozlewana pod brytyjskim jarzmem, wzywamy was ... wstrzymajcie ataki i stwórzmy pokój między nami. Nie chcemy wojny z wami. Jesteśmy pewni, że wy nie chcecie wojny z nami...”.
W dniu 16 grudnia członkowie Irgunu wysadzili bombę w kinie Noga w Jafie, zabijając 10 Arabów. Tego samego dnia na ulicy w Jerozolimie zastrzelono dwóch brytyjskich sierżantów wywiadu. Był to odwet za zaangażowanie się Brytyjczyków po stronie arabskiej. Następnego dnia, izolowany na pustyni Negew moszaw Newatim stał się celem ataku liczącej około 100 bojowników milicji arabskiej. Na odsiecz Żydom przybył oddział brytyjskiej policji mandatowej z pobliskiego miasta Beer Szewa. 17 grudnia 1947 roku premierzy siedmiu państw członkowskich Ligi Arabskiej podczas narady w Kairze wezwali Arabów do „przygotowania się do walki”. Obiecali „kontynuować walkę, aż do zwycięstwa”. Przewodniczący irackiego parlamentu, Nuri as-Said Pasza oskarżył przy tym Stany Zjednoczone o złamanie obietnicy neutralności.

### Plan Gimel

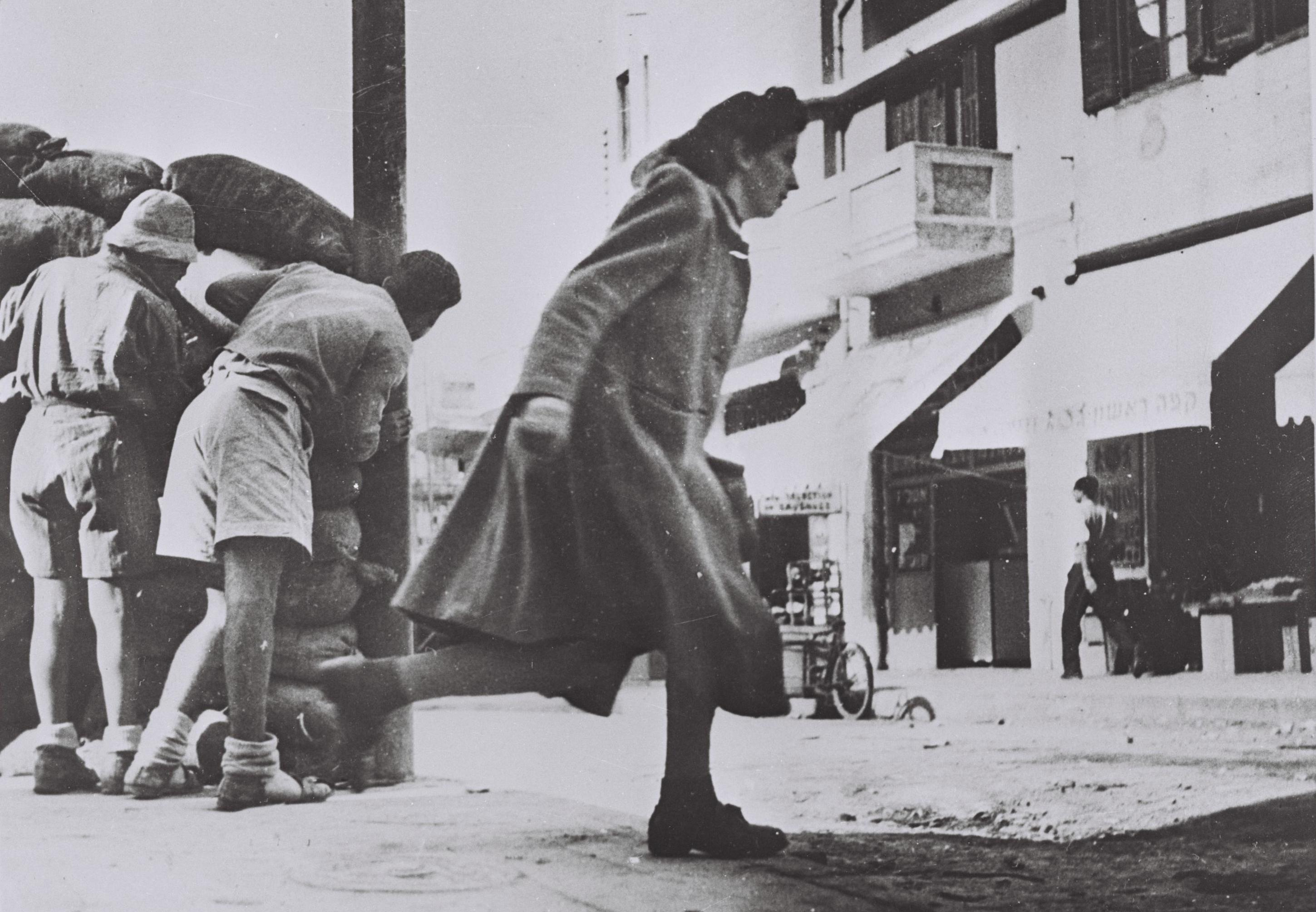
Mieszkańcy Tel Awiwu pod ogniem snajpera prowadzącego ostrzał z minaretu meczetu Hassan Bek w Jafie

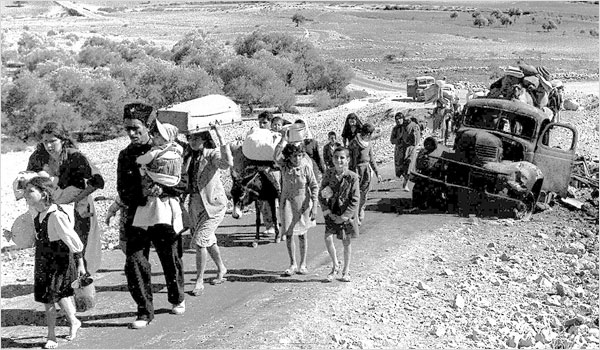
Palestyńscy uchodźcy w 1948 roku

Już w maju 1946 roku przywództwo społeczności żydowskiej przygotowało Plan Gimel (pol. plan C), który był scenariuszem działań obronnych na wypadek wybuchu wojny domowej lub kolejnego arabskiego powstania w Palestynie. Przebieg dotychczasowych starć wyraźnie pokazywał, że arabscy powstańcy są lepiej uzbrojeni i zorganizowani, oraz mogą liczyć na pomoc państw ościennych. Dodatkową trudnością dla żydowskiej społeczności był fakt, że Brytyjczycy nie angażowali się w starcia i nie występowali, jak to było we wcześniejszych latach, przeciwko arabskim bojownikom. Teraz zdarzało się, że Brytyjczycy udzielali milczącego wsparcia lub nawet otwartej pomocy siłom arabskim (Legion Arabski służył pod brytyjskimi oficerami). Żydowska Hagana ograniczała swoje działania do obrony osiedli, starając się zachować dużą powściągliwość i umiarkowanie przy kolejnych atakach. Zupełnie inną postawę prezentował Irgun oraz Lechi, które nie podporządkowywały się przywództwu politycznemu palestyńskich Żydów i prowadziły samodzielne działania operacyjne, często stosując brutalne metody. Szybko zmieniający się bieg wydarzeń wojny domowej zmusił Haganę do przystąpienia 18 grudnia 1947 roku do realizacji planu Gimel. Jego nadrzędnym celem była ochrona strategicznych obiektów i osad żydowskich, jednak cechą charakterystyczną była akceptacja strategii „aktywnej obrony”. Podjęto decyzję, że w obszarze żydowskich osiedli, które pozostaną na terytorium państwa arabskiego, mają być rozbite działające tam siły arabskie. Zakładano, że taka strategia zapewni tym osiedlom przetrwanie najtrudniejszego pierwszego okresu funkcjonowania nowego państwa. Spodziewano się, że nowe władze nie będą w stanie w pierwszym okresie istnienia państwa zapewnić bezpieczeństwa swoim mieszkańcom. Miał to być najtrudniejszy okres dla obu stron. Dlatego wyeliminowanie zbrojnych milicji arabskich, zwiększało szanse przetrwania tych osiedli. Plan dopuszczał przy tym niszczenie arabskiego transportu, atakowanie arabskich wiosek, niszczenie domów i wypędzanie ich mieszkańców. Był to jednak plan zdecydowanie defensywny, nie zakładający żadnych poważnych działań ofensywnych ze strony Hagany.
Pierwszą operacją, ukazującą zmianę taktyki Hagany, był atak kompanii Palmach na arabską wieś al-Chisas. Podczas tego ataku, w nocy z 18 na 19 grudnia 1947 roku zginęło 10 Arabów, w tym 5 dzieci (wysadzono 2 domy). Pozostawione przez Haganę ulotki informowały, że był to odwet za wcześniejsze incydenty w Dolinie Hula i w Safedzie. Skutki tego ataku wywołały wstrząs opinii społecznej w środowiskach syjonistycznych. Wydział Polityczny Agencji Żydowskiej otwarcie skrytykował tę formę walki, a Josef Sapir z Komitetu Obrony wezwał do ukarania osób winnych. Nie podjęto jednak żadnych działań w tym celu. Zanim jednak wstrzymano działania Hagany, 19 grudnia oddział Palmach przeprowadził odwetowy atak na wieś Kazaza. W odwecie za zabicie Żyda, zburzono w tej wiosce dom (zginął 1 Arab, a 2 zostało rannych). Tymczasem, brytyjskie władze mandatowe poinformowały, że otrzymały 19 grudnia wiarygodne informacje z Damaszku, że arabscy partyzanci zbierają się w Syrii, przygotowując się do wkroczenia do Palestyny mandatowej na początku 1948 roku.

### Eskalacja przemocy

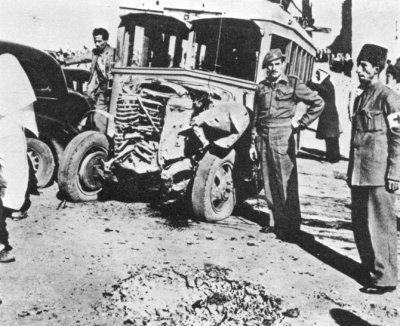
Arabski autobus zniszczony przez bombę Irgunu – 29 grudnia 1947 r.

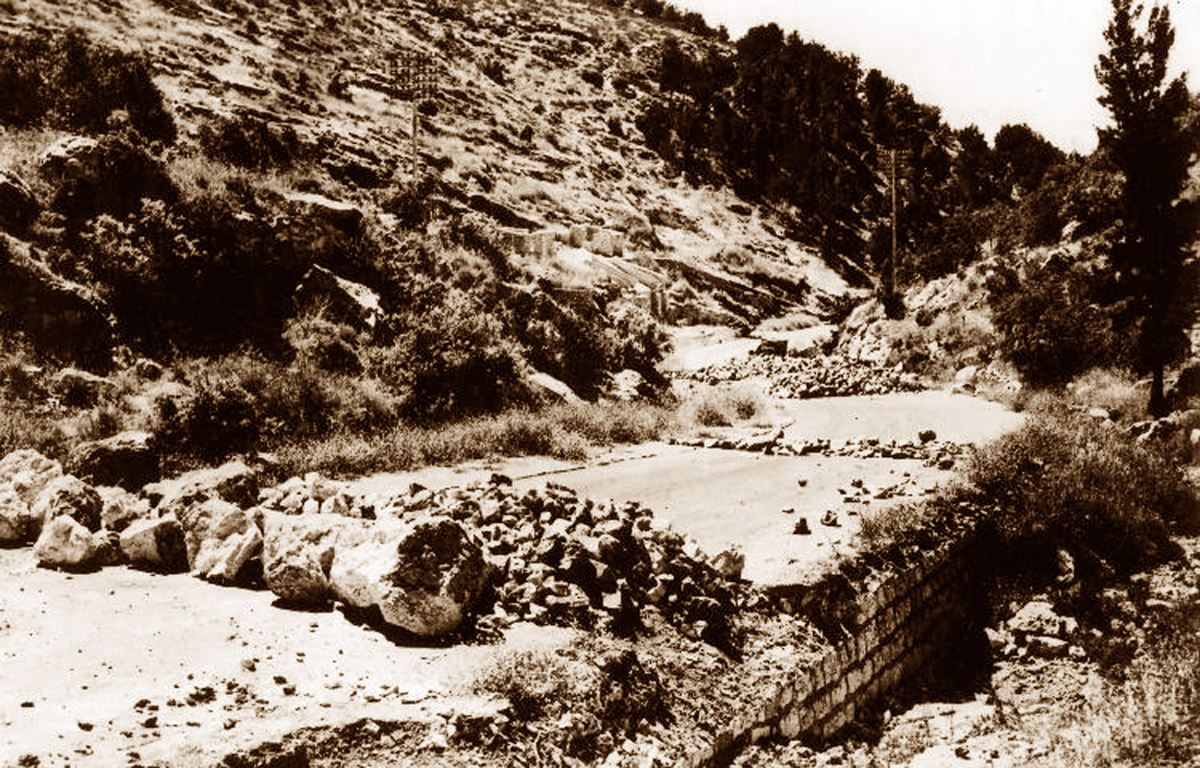
Arabska blokada drogi prowadzącej do Jerozolimy – miejsce zwane Sza’ar ha-Gaj

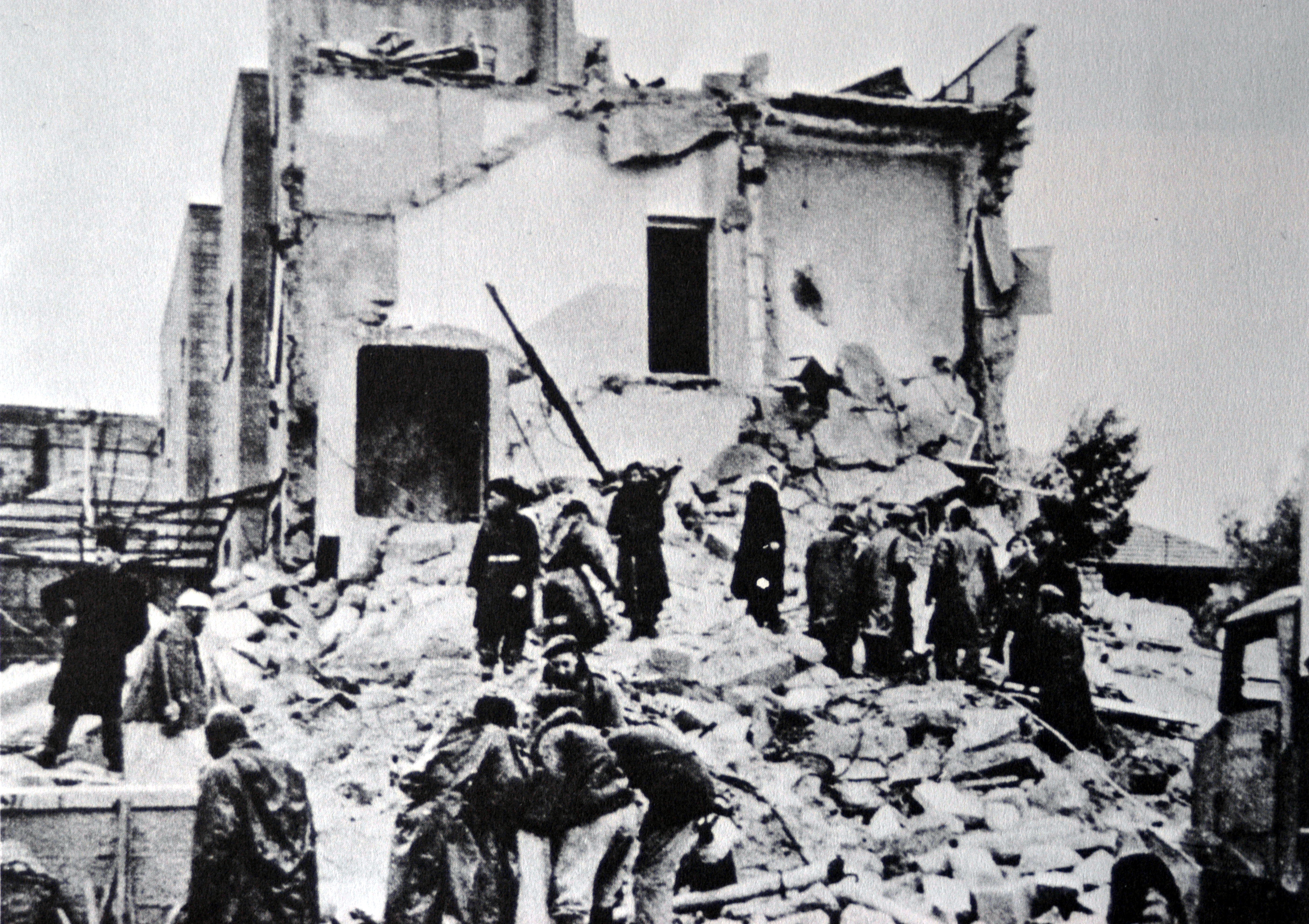
Zamach na hotel Semiramis – 6 stycznia 1948 r.

Kolejne dni przyniosły eskalację przemocy. 21 grudnia 1947 roku Agencja Żydowska wydała tajną zgodę dla Hagany, zezwalającą na odwetowe ataki na wsie arabskie i „eksterminację gniazd bandytów”. W dniu 24 grudnia arabski snajper zastrzelił 4 Żydów w Hajfie. W odwecie, siły Irgunu zabiły 4 Arabów . Następnego dnia, Arabowie zabili w Hajfie emira Mohammeda Zeinati (arabski ziemianin), który sprzedawał Żydom ziemię. Tego samego dnia Lechi zastrzeliła dwóch brytyjskich żołnierzy w kawiarni w Tel Awiwie. Atak ten dowodził radykalizacji postawy skrajnego odłamu Lechi, który pod nazwą Bandy Sterna 26 grudnia napadł na dwie szlifiernie diamentów w Tel Awiwie i Netanji (sprawcy uciekli z diamentami, gotówką i obligacjami na łączną wartość 107 tys. USD). Lechi gromadziła w ten sposób środki potrzebne do kontynuowania walki z Brytyjczykami i Arabami. W dniu 26 grudnia arabska milicja zaatakowała konwój jadący do Jerozolimy, zabijając 7 Żydów. W odwecie Irgun zaatakował popołudniem obozowisko Beduinów na górze Karmel (zginął 1 Arab, a ranni zostali 1 Żyd i 1 Arab). Późnym wieczorem Irgun zaatakował wieś Silwan, niszcząc granatami pięć domów. W nocy wybuch bomby zniszczył arabską fabrykę w dzielnicy Romema w Jerozolimie. 28 grudnia w zasadzce na żydowski konwój w Sza’ar ha-Gaj zginęło 5 Żydów. W odwecie Irgun zastrzelił 5 Arabów . W dniu 29 grudnia w Tel Awiwie od ognia snajperów zginęło 4 Żydów. Tego samego dnia Irgun zdetonował bombę podłożoną przy Bramie Damasceńskiej na Starym Mieście Jerozolimy – zginęło 11 Arabów i 2 brytyjskich żołnierzy, a rannych było 27 osób. W dniu tym, członkowie Irgunu przeprowadzili jeszcze jedną odwetową akcję, wymierzoną przeciwko Brytyjczykom, którzy dwa dni wcześniej skazali na 18 lat więzienia Benjamina Kimchima za obrabowanie banku (został on także wychłostany). W odwecie porwano majora E. Bretta w Netanji, oraz trzech sierżantów w Tel Awiwie i Riszon le-Cijjon. Każdy z nich dostał po osiemnaście batów chłosty (jeden bat za jeden rok więzienia Benjamina Kimchima). W nocy 29 grudnia członkowie Irgunu włamali się do brytyjskiej bazy wojskowej w rejonie Liddy. Dostali się do zbrojowni 2 Batalionu Royal Lincolnshire Regiment i wynieśli 74 karabiny, 7 pistoletów maszynowych Sten, 6 pistoletów i 3 tys. pocisków amunicji. Zdarzenia te wywołały wzburzenie opinii publicznej w Wielkiej Brytanii, gdzie 30 grudnia podpalono ortodoksyjną synagogę Dollis Hill w Londynie. Demonstranci zniszczyli przy tym 12 świętych zwojów Tory. Zdarzenia te tylko jeszcze bardziej zaogniały wzajemne antagonizmy, nastawiając radykalne środowiska żydowskie przeciwko brytyjskim władzom w Palestynie.
W dniu 30 grudnia 1947 roku członkowie Irgunu rzucili granaty w tłum arabskich robotników przed bramą wejściową do Rafinerii w Hajfie. Rozwścieczeni Arabowie wtargnęli wówczas do rafinerii, gdzie doszło do pogromu żydowskich robotników. W masakrze w rafinerii w Hajfie zginęło 6 Arabów i 39 Żydów, natomiast rannych było 42 Arabów i 49 Żydów. Była to największa i najbardziej brutalna masakra ludności cywilnej, do jakiej doszło w Palestynie od czasu wybuchu wojny domowej. Społeczność żydowska powołała specjalną komisję śledczą do zbadania przyczyn i okoliczności masakry w Hajfie. Jej raport wskazał, że pogrom nie był wcześniej zaplanowany, a doszło do niego na skutek zamachu terrorystycznego przeprowadzonego przez Irgun. Raport ujawnił, że niektórzy arabscy robotnicy ukrywali swoich żydowskich współpracowników lub pomagali im w ucieczce. Agencja Żydowska natychmiast potępiła akcję Irgunu, nazywając ją „aktem szaleństwa”. Jednak w tajemnicy, wydano rozkazy, aby Hagana zaczęła naśladować Irgun w działaniach przeciwko ludności arabskiej. Podjęto także próbę ukarania sprawców zamachu na rafinerię w Hajfie. Jako pierwszego porwano członka Irgunu, Mojżesza. Tydzień później uprowadzono wysokiego dowódcę Irgunu w Hajfie, Mojżesza Levi. W odpowiedzi Irgun porwał kilku członków Hagany. Cała sytuacja przyczyniła się do wzrostu nieufności pomiędzy oboma żydowskimi organizacjami. Tymczasem, 31 grudnia 1947 roku kompanie szturmowe Palmach wkroczyły do położonych w pobliżu Hajfy arabskich wiosek Balad asz-Szajch i Hausza, gdzie doszło do masakry ludności arabskiej – w Balad asz-Szajch zginęło 14 mieszkańców, w tym 10 kobiet i dzieci (niektóre źródła mówią o 60 zabitych). We wsi Hausza wysadzono kilka domów. Natomiast Gang Sterna wysadziła w czterech miejscach tory na linii kolejowej z Tel Awiwu do Jafy. Wieczorem, w strzelaninie w Tel Awiwie rannych zostało 3 brytyjskich żołnierzy. Ogółem w okresie od 30 listopada do 31 grudnia 1947 roku zginęło 427 Arabów, 381 Żydów oraz 46 Brytyjczyków. Rannych zostało 1035 Arabów, 725 Żydów oraz 135 Brytyjczyków. W ten sposób nakręcała się spirala przemocy.
W dniu 1 stycznia 1948 roku członkowie Irgunu ostrzelali kawiarnię w Jafie, zabijając 2 Arabów i raniąc 9 kolejnych osób. Tego samego dnia jeep Palmachu zaatakował w pobliżu Liddy pojazd opancerzony, którym jechał wysoki dowódca Armii Świętej Wojny, Hasan Salama. W strzelaninie zginęło 2 arabskich ochotników z Transjordanii, a 9 osób zostało rannych. Jeep przebił się przez blokadę drogową i uciekł w kierunku Tel Awiwu. 2 stycznia doszło do pierwszego poważnego arabskiego ataku na dzielnicę żydowską w Safedzie. Atak trwał przez dziewięć godzin i zakończył się niepowodzeniem. Arabowie wycofali się ponosząc duże straty. Tego samego dnia oddział Irgunu wkroczył do pobliskiej wioski Ajn az-Zajtun, zabijając 1 Araba (wysadzono 2 domy). Natomiast w rejonie Petach Tikwa ostrzelano brytyjskie pojazdy policyjne, raniąc 1 brytyjskiego żołnierza i 4 Arabów. W dniu 3 stycznia Arabowie zabili w Hajfie 4 Żydów i w Jerozolimie 3 Żydów oraz 1 Brytyjczyka . W odwecie oddział Irgunu wkroczył do wsi Abu Szusza zabijając 1 osobę i raniąc kolejną (zginął 1 żydowski napastnik). 4 stycznia Gang Sterna przeprowadziła zamach bombowy (wysadzono ciężarówkę załadowaną materiałami wybuchowymi) na główną kwaterę Najwyższego Komitetu Arabskiego w Jafie. W zamachu zginęło 14 Arabów, a około 98 było rannych. 5 stycznia Irgun przeprowadził zamach bombowy przed ratuszem w Jafie, zabijając 14 Arabów i raniąc 19 osób. W nocy z 5 na 6 stycznia Hagana przeprowadziła zamach na hotel Semiramis w Jerozolimie. W hotelu mieściło się jedno z dwóch w regionie dowództw sił arabskich, a chwilę przed zamachem hotel opuścił Abd al-Kadir al-Husajni. W zamachu zginęło 20 Arabów. Tej samej nocy Gang Sterna wysadziła tory linii kolejowej przy Tel Awiwie. Brytyjskie władze mandatowe były oburzone zamachem na hotel Semiramis i potępiły go, nazywając „masowym zabójstwem niewinnych ludzi”. Wezwały także Dawida Ben Guriona do potępienia zamachu. W odpowiedzi, Agencja Żydowska oświadczyła, że hotel był wykorzystywany przez „arabskie gangi”, i zwróciła się z pytaniem do Brytyjczyków, dlaczego ataki na Żydów nie są w równym stopniu potępiane?. Wieczorem 6 stycznia oddział Irgunu wkroczył do wsi Al-Malha rzucając granaty (rannych zostało 2 Arabów). W dniu 7 stycznia Irgun przeprowadził zamach bombowy przy Bramie Jafy na Starym Mieście Jerozolimy, zabijając 18 osób i raniąc 41 dalszych. Jeden z Arabów, widząc co się dzieje, rzucił natychmiast ładunek wybuchowy w odjeżdżający samochód z żydowskimi napastnikami (zginęło 3 Żydów).

### Zagraniczna interwencja

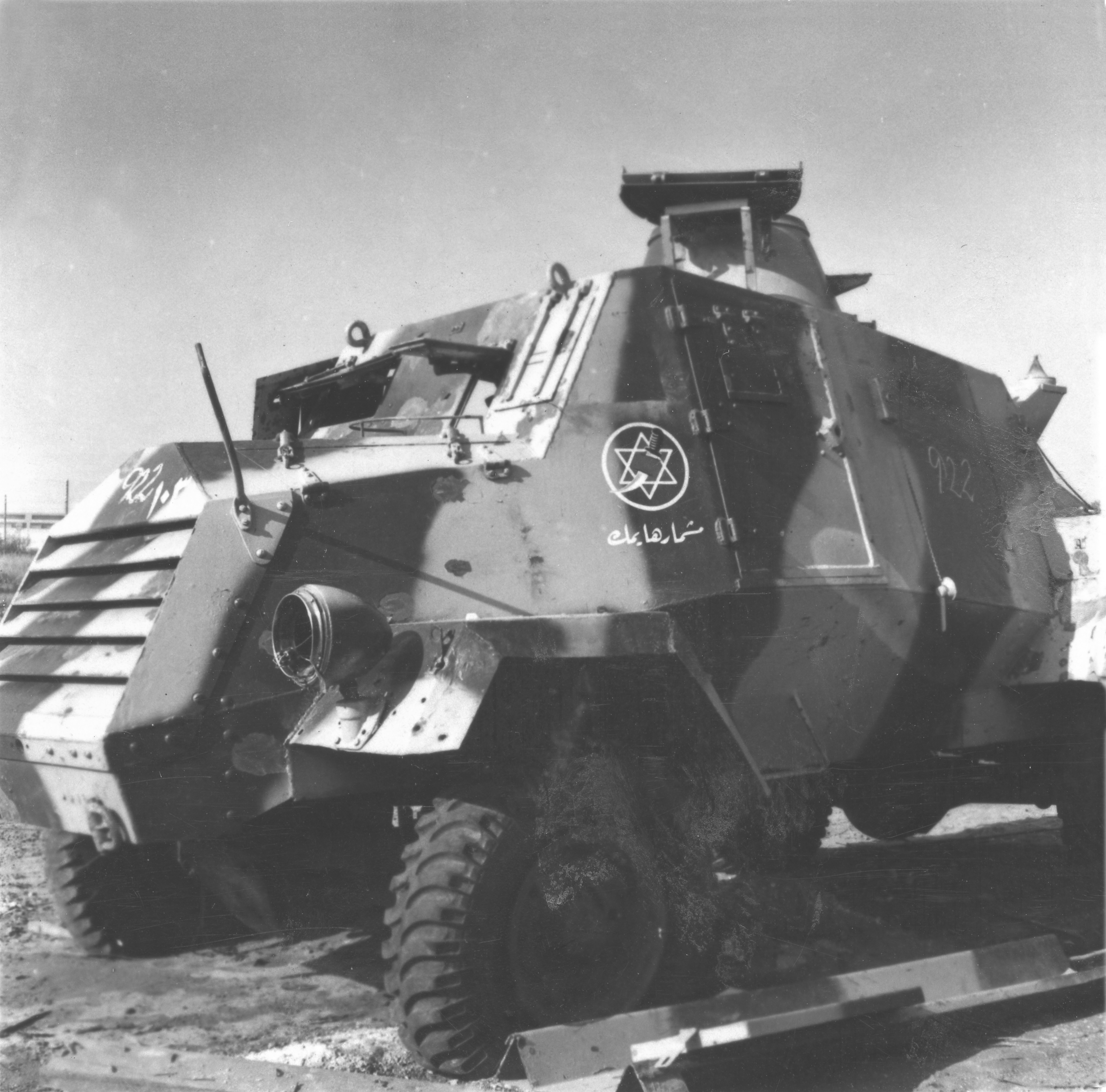
Samochód pancerny Arabskiej Armii Wyzwoleńczej

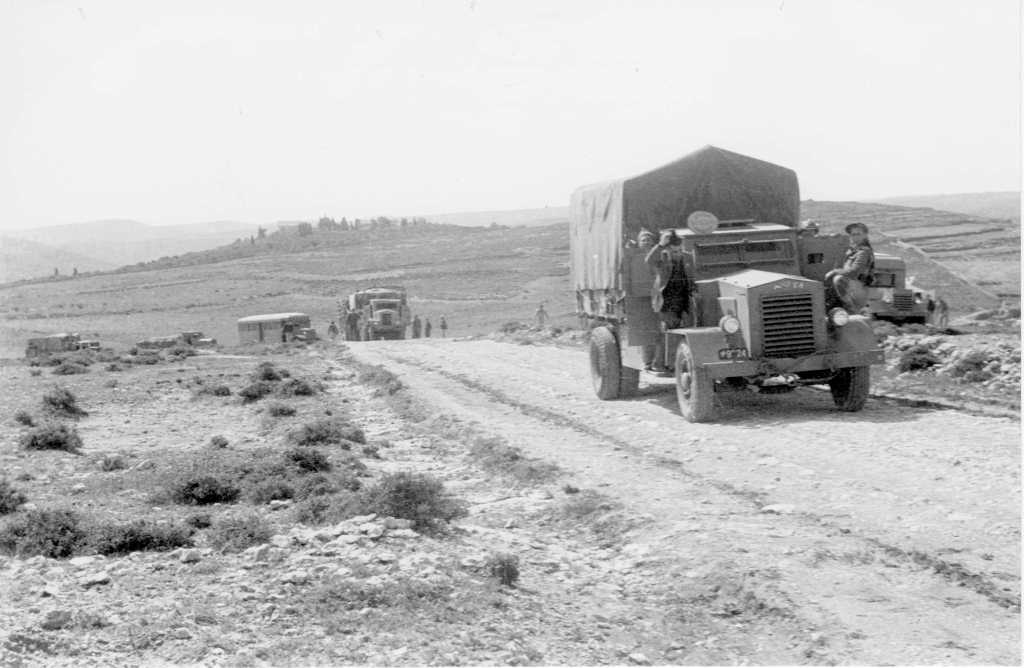
Żydowski konwój Palmach przedzierający się z Jerozolimy do Gusz Ecjon

Wraz z początkiem stycznia 1948 roku nastąpiło niewielkie zmniejszenie ilości starć, co wynikało w większości z braków środków finansowych, amunicji, broni, ale także celów dostępnych do atakowania. Statystyki z tego okresu pokazują, że ilość ataków przeprowadzanych przez Żydów zaczęła nawet dwukrotnie przekraczać ataki arabskie. Mogło to także po części wynikać z faktu, że arabskie powstania wybuchło spontanicznie i brakowało mu jednolitego dowództwa koordynującego działania. W dniu 5 stycznia 1948 roku podczas spotkania w Damaszku utworzono Palestyńskie Dowództwo Polowe Arabskiej Armii Wyzwoleńczej. W jego skład dowództwa: generał Ismail Safwat (Irak), generał Taha al-Haszimi (Irak), pułkownik Szukajri (Liban), pułkownik Muhammad al-Hindi (Syria) i pułkownik Abd al-Kadir al-Dżundi (Transjordania). Naczelnym dowódcą został Fauzi al-Kawukdżi. Siedziba dowództwa znajdowała się w pobliżu Damaszku w Syrii. Terytorium Palestyny podzielono na cztery obszary działań operacyjnych: (1) Dowództwo Północne – rejon pogranicza z Syrią i Libanem, oraz cała Galilea i północna Samaria; (2) Dowództwo Jerozolimy – rejon Jerozolimy, Ramallah, Hebronu i Jerycho; (3) Dowództwo Lod i Ramli – rejon miast Lod i Ramli; (4) Dowództwo Strefy Gazy i pustyni Negew. Wszyscy ochotnicy przechodzili gruntowne szkolenie wojskowe w Syrii, a ich dowódcami zostawali doświadczeni oficerowie liniowi, mający doświadczenie bojowe. Stanowili oni zupełnie nową jakość arabskich sił, które do tej pory były tylko zwykłym pospolitym ruszeniem. Jako cel mieli wyzwolenie całej Palestyny i utworzenie Wielkiej Syrii. Jako pierwszy do Palestyny mandatowej wkroczył w nocy z 11 na 12 stycznia 1948 roku Pierwszy Regiment Jarmouk (trzy kompanie liczące razem około 500 ludzi), którym dowodził Muhammad Safa. Zajęli oni pozycje między Nablusem a Dżaninem w Samarii. W nocy z 20 na 21 stycznia 1948 roku do Palestyny wkroczył z Transjordanii Regiment Ajnadin dowodzony przez kapitana Michela Issa. Wspierała go bateria artylerii dowodzona przez porucznika Afifa al-Bizriego. Ten liczący 700 ochotników oddział Arabskiej Armii Wyzwoleńczej dysponował bardzo dużą jak na warunki Palestyny siłą ognia. Zajął on pozycje w rejonie Jerozolimy i Ramallah. Dwa dni później graniczną rzekę Jordan przekroczył Drugi Regiment Jarmouk. Liczył on 430 ochotników dowodzonych przez Adib asz-Sziszakli. Zajęli oni pozycje w rejonie miasta Safed w Galilei. 27 stycznia zostali oni wzmocnieni kolejnym oddziałem, który liczył około 300 ochotników i posiadał wsparcie moździerzy. Dodatkowo w rejonie Nazaretu operował druzyjski Regiment Jabal al-Arab (trzy kompanie liczące około 500 żołnierzy) pod dowództwem majora Chakiba Wahhaba. W nocy z 29 na 30 stycznia do północnej Samarii wkroczył batalion (około 950 ludzi) dysponujących 19 samochodami pancernymi. Zajęli oni pozycje w rejonie Nablusu, Dżaninu i Tulkarm. W kolejnych dniach, arabskie jednostki przegrupowywały się w rejon Hajfy, Jerozolimy i Jafy. Brytyjski wywiad uzyskał informacje, że Arabowie przygotowywali się do dużej ofensywy na 15 lutego. Bieg wydarzeń pokazał jednak, że nie zdołali oni osiągnąć gotowości bojowej.
Docierające do Palestyny mandatowej oddziały arabskich ochotników wywierały bardzo silny wpływ na miejscową ludność arabską. Dobrze uzbrojeni arabscy żołnierze posiadali wysokie morale, byli przekonani o swojej przewadze i zwycięstwie. Ich przybycie wzmocniło także morale arabskich milicji i zachęcając je do dalszych aktywnych działań. W dniu 10 stycznia zaatakowano żydowski konwój jadący do Jerozolimy, zabijając 11 Żydów. W odwecie Irgun zabił 7 Arabów wracających z Tel Awiwu po sprzedaży bydła. W trzech kolejnych dniach zaatakowane zostały cztery konwoje jadące z Jerozolimy do bloku żydowskich osiedli Gusz Ecjon – zabito 4 Żydów i zniszczono część pojazdów. 11 stycznia brytyjscy żołnierze powstrzymali żydowski atak na wieś Bajt Dżibrin – aresztowano 50 osób i zarekwirowano ich broń. Wieczorem oddział Palmach poważnie uszkodził most Bnot Jaakov na rzece Jordan w rejonie syryjskich Wzgórz Golan. 12 stycznia siły żydowskie wysadziły 3 domy na obrzeżach dzielnicy Romema w Jerozolimie (następnego dnia wysadzono 20 domów w tej okolicy). Akcję tę przeprowadzono, aby utrudnić ostrzał arabskich snajperów. W strzelaninę w Bajt Safafa zaangażowały się siły brytyjskie, które przywróciły porządek. W starciu zginęło 3 Arabów, a 7 brytyjskich żołnierzy było rannych. Tego samego dnia Gang Sterna napadła na Barclays Bank w Tel Awiwie (zrabowano 10 tys. GBP). W dniu 14 stycznia arabscy bojownicy zabili w Hajfie 7 Żydów i 2 Brytyjczyków . Tego samego dnia, liczący około 600 arabskich bojowników oddział Armii Świętej Wojny zaatakował blok osiedli Gusz Ecjon. Doszło wówczas do I bitwy o Gusz Ecjon, w której zginęło około 200 Arabów przy stracie zaledwie 3 obrońców. Konsekwencje tej porażki były niezwykle bolesne dla klanu Husajnów. Arabowie mieszkający w okolicy Jerozolimy przestawali wierzyć w siłę Armii Świętej Wojny, co skutkowało spadkiem poparcia dla Wielkiego Mufti Jerozolimy Muhammada Amina al-Husajniego. Równocześnie rosło poparcie dla Arabskiej Armii Wyzwoleńczej. Jej oddziały nie wzięły jednak bezpośredniego udziału w walkach. Były one kontrolowane przez Ligę Arabską, która z użyciem siły militarnej czekała na wygaśnięcie brytyjskiego mandatu (14 maja 1948 r.). Tak więc w rzeczywistości Arabska Armia Wyzwoleńcza utworzyła jedynie strefę buforową oddzielającą rejon prowadzonych walk od granic Syrii i Transjordanii. Natomiast prowadzące najcięższe walki z Żydami, siły Armii Świętej Wojny klanu Hussajnów, pozostały osłabione i osamotnione. Otrzymywały one także relatywnie najmniejszą pomoc wojskową od ościennych państw arabskich. Po porażce pod Gusz Ecjon, Abd al-Kadir al-Husajni zrezygnował z planów zdobywania żydowskich osiedli i skoncentrował ataki na drogach, blokując dostawy potrzebnych materiałów i zapasów. Żydowskie dowództwo podjęło wówczas kilka prób przełamania blokady i przedarcia się do Gusz Ecjon. I tak, jadący z pomocą konwój wpadł 16 stycznia w zasadzkę, w której zginęło 35 żydowskich żołnierzy. Konwój ten przeszedł do historii jako Konwój trzydziestu pięciu. W ramach odwetu, członkowie Irgunu ostrzelali 15 stycznia arabski autobus w Hajfie (rannych 7 osób), a w strzelaninie na skrzyżowaniu w pobliżu Nazaretu rannych zostało 5 Arabów. Również Hagana przeprowadziła odwetową operację „Trzydziestu Pięciu” (hebr. Lamed Hej), w trakcie której przeprowadzono z Tel Awiwu dwa wypady na sąsiednie wioski arabskie. We wsi Abu Kabir zniszczono kilka domów, jednak żydowscy żołnierze zostali odparci. Natomiast wypad na wieś Salama zakończył się całkowitą porażką – żołnierze Hagany uciekli, pozostawiając za sobą zabitych. Dowództwo przeprowadziło dochodzenie w tej sprawie, zwalniając dowódców ze swoich obowiązków. W nocy z 15 na 16 stycznia Hagana wysadziła trzy domy w Hajfie (domy wykorzystywali irakijscy ochotnicy). Nikt nie został ranny. W nocy z 18 na 19 stycznia oddział żydowski wkroczył do wsi Tamra w pobliżu Akki. Rzucali granaty i strzelali do domów, w których zginęło 2 Arabów. W południe niezidentyfikowany samochód przejechał przez wieś Sarafand al-Amar ostrzeliwując ludzi przy drodze (zginęły 4 osoby). Pojazd sprawców został następnie porzucony i spalony przy drodze do Jafy. 20 stycznia doszło do strzelaniny na Starym Mieście Jerozolimy – zginął 1 Żyd, a rannych zostało 3 Żydów i 2 brytyjskich żołnierzy. Tego samego dnia Drugi Regiment Jarmouk dowodzony przez syryjskiego oficera Adiba asz-Sziszaklego zaatakował izolowany kibuc Jechi’am w Górnej Galilei. Arabowie zablokowali wszystkie drogi prowadzące do kibucu, a następnie przepuścili pięciogodzinny szturm. W bitwie o Jechi’am zginęło 8 żydowskich obrońców, ale Arabowie musieli wycofać się. Była to pierwsza porażka sił Arabskiej Armii Wyzwoleńczej w tej wojnie.

### Spirala przemocy
Kolejne tygodnie wojny charakteryzowały się niekończącą spiralą przemocy, która coraz bardziej zaczęła przenosić się z terenów wiejskich do miast. W większości palestyńskich miast, Żydzi i Arabowie zamieszkiwali w oddzielnych dzielnicach, jednak w rejonie Tel Awiwu i sąsiedniej Jafy obie społeczności były wymieszane z sobą. Teoretycznie były to dwa oddzielne miasta, jednak w praktyce tworzyły one jedną aglomerację. Do pierwszych starć doszło tutaj na przedmieściach, których mieszkańcy bardzo szybko uciekli do osiedli położonych bliżej śródmieścia. Ci uchodźcy wpływali na pozostałych mieszkańców miast – w Jafie obniżając morale Arabów, natomiast w Tel Awiwie mobilizując cywilnych Żydów do pomagania potrzebującym. Widoczna tutaj była wyższość żydowskiej organizacji, w której władze cywilne ściśle współpracowały z wojskowym dowództwem w celu realizacji wspólnych celów. W arabskiej Jafie dochodziło natomiast do licznych tarć pomiędzy władzami administracyjnymi i oddziałami arabskich milicji przebywających w mieście. W międzyczasie zaczęto stosować nowe metody walki – rozpoczęto systematyczne wyburzanie domów, służących przeciwnej stronie za stanowiska snajperów do ostrzału sąsiednich dzielnic. W tym celu bośniaccy ochotnicy utworzyli specjalny oddział saperów w Jafie, a w jakiś czas później podobna jednostka powstała po stronie żydowskiej. Przed południem 21 stycznia wysadzili oni 10 arabskich domów na przedmieściach Jafy. Rankiem 22 stycznia ostrzelana została ciężarówka z arabskimi robotnikami pracującymi w gajach pomarańczowych w pobliżu Jafy (zginęło 3 Arabów, a 6 osób zostało rannych). 23 stycznia żydowski konwój wpadł w zasadzkę w pobliżu wioski Jazur (zginęło 7 Żydów). 25 stycznia arabska milicja zabiła 10 Żydów. Tego samego dnia zostały wysadzone dwa kolejne domy w Jafie. W nocy z 25 na 26 stycznia oddział Hagany przeprowadził nieudany atak na wieś Jazur. Atak trwał ponad godzinę czasu, po czym Żydzi wycofali się.
W dniu 26 stycznia 1948 roku dyrektor polityczny Agencji Żydowskiej Golda Meir i szef działań politycznych Agencji Mosze Szaret, spotkali się z przedstawicielami UNSCOP. Oświadczyli im, że Żydzi muszą uzbroić się przed ewentualnymi zagrożeniami i zażądali, aby ONZ zmusiła Stany Zjednoczone do zniesienia embarga na dostawy broni dla Żydów na Bliskim Wschodzie. Tego samego dnia, szef amerykańskiego wydziału Agencji Żydowskiej, Rabbi Hillel Silver przerwał swoją podróż do Jerozolimy i powrócił do Stanów Zjednoczonych, aby rozpocząć kampanię wsparcia publicznego na rzecz udzielenia pomocy państwu żydowskiemu w Palestynie – do 15 lutego jego agencja zwerbowała 15 tys. młodych amerykańskich Żydów do wstąpienia do Hagany. Tymczasem 27 stycznia brytyjscy żołnierze zabili w Gazie 4 Arabów. 28 stycznia ostrzelano arabskich robotników jadących do gajów pomarańczowych w rejonie Liddy (rannych zostało 5 osób). 29 stycznia doszło do wymiany ognia w rejonie Safedu w Górnej Galilei. W Jerozolimie Gang Sterna zastrzeliła 2 brytyjskich policjantów. Rankiem 31 stycznia ostrzelano autobus jadący z Tel Awiwu do Hajfy – zginęły 2 osoby, a 7 zostało rannych. 31 stycznia brytyjskie ministerstwo spraw zagranicznych ujawniło, że na statkach z żydowskimi imigrantami „Pan York” i „Pan Crescent” ujawniono ponad 1000 rosyjskojęzycznych radzieckich techników wojskowych, którzy mieli wesprzeć żydowską Haganę jako eksperci wojskowi. Agencja Żydowska odrzuciła te zarzuty jako kłamliwe, dodając, że Żydzi z Palestyny powitają wszystkich Żydów wracających do swojej ojczyzny, i żydowscy komuniści będą również mile widziani.
W nocy z 31 stycznia na 1 lutego ostrzelany został autobus między Naharijją a Tarszicha (ranne 3 osoby). Rankiem do wsi al-Kabri wkroczyła grupa uzbrojonych Żydów, która wysadziła jeden dom (zginął 1 Arab, a 1 osoba była ranna). W pobliskiej Akce ostrzelano arabski pojazd, zabijając 1 osobę. Wieczorem został wysadzony budynek redakcji gazety The Palestine Post przy ulicy Ha-Solel w Jerozolimie. Gazeta miała długą historię publikowania artykułów wzywających do „zniszczenia Arabów i wyrzucenia ich z Palestyny”. Zamachowcy na The Palestine Post byli ubrani w mundury brytyjskich policjantów, więc żydowskie organizacje wzięły na cel – poza Arabami – brytyjskich żołnierzy oraz policjantów. W nocy z 1 na 2 lutego oddział żydowski zaatakował wieś Jazur, wysadzając ładunkami wybuchowymi dwa domy, fabrykę skór oraz pompownię wody. Rankiem ostrzelano autobus na drodze z Akki do Safedu (ranne 3 osoby). Popołudniem wysadzono w powietrze w Lidzie dwa domy arabskie, piekarnię oraz szkołę dla dziewcząt. Wieczorem śmiertelnie postrzelony został brytyjski żołnierz w Jafie. 3 lutego ostrzelano autobus w Hajfie, zabijając 6 Żydów. W południe wysadzono budynek, w którym mieściły się biura Rady Arabskiej Hajfy Południowej (zginęły 4 osoby, a 3 były ranne). Gang Sterna zastrzeliła w Rechowot 2 brytyjskich policjantów. Przed południem 4 lutego ostrzelano samochód z robotnikami przy gajach pomarańczowych Jafy (rannych 5 osób). Tego dnia zaatakowano także pancerny konwój jadący do kibucu Sa’ad na Negewie. W wymianie ognia zginęło 6 arabskich bojowników. W pobliżu Gazy zginęło 4 innych Arabów. 6 lutego podczas ulicznej strzelaniny w Hajfie śmiertelnie raniony został 1 Arab. W strzelaninie na Starym Mieście Jerozolimy zginęła 1 osoba. Popołudniem Arabowie wyburzyli dom na przedmieściach Tel Awiwu. Rankiem 7 lutego grupa około 50 żydowskich żołnierzy zaatakowała wieś Mansurat al-Chajt w pobliżu Safedu w Galilei. Wysadzili oni jeden dom arabski (ranna 1 osoba). Wieczorem wysadzono dwa domy w muzułmańskiej dzielnicy w Safedzie. W starciach w Hajfie zginęło 3 Arabów i 3 Żydów, a w Jerozolimie Lechi zastrzeliła brytyjskiego żołnierza. Nad ranem 9 lutego wysadzono nowe arabskie centrum handlowe w Jerozolimie. Wieczorem doszło do gwałtownej wymiany ognia w Hajfie – strzelanina z użyciem broni automatycznej i granatów. W dniu 10 lutego członkowie Irgunu zabili 7 Arabów wracających z Tel Awiwu po sprzedaży bydła. 11 lutego okręty brytyjskiej Royal Navy przechwyciły statek „Beleaguered Jerusalem” z 679 nielegalnymi żydowskimi imigrantami na pokładzie. Statek został pod eskortą odstawiony na Cypr, gdzie imigrantów umieszczono w obozie dla internowanych. Zdarzenie to wzburzyło żydowską opinią publiczną w Palestynie. 11 lutego w Akce postrzelono 1 Araba. 12 lutego Arabowie zabili 4 Żydów w Jerozolimie. 12 lutego seria wybuchów zniszczyła wieczorem 8 autobusów zaparkowanych przed dworcem autobusowym w Hajfie. Rozległe uszkodzenia odniósł także budynek dworca. Wieczorem doszło także do żydowskiego ataku na wieś Jazur. W bitwie z użyciem broni automatycznej i granatów zginął 1 Arab, a 3 osoby zostały ranne. Podczas ataku wysadzono trzy domy. W pobliżu Safedu wybuch miny zniszczył autobus (5 zabitych i 4 rannych). Wieczorem doszło także do wymiany ognia na przedmieściach Kalkilji (zginęło 5 osób). W nocy z 12 na 13 lutego wysadzono jeden dom na przedmieściach Jafy. W nocnej wymianie ognia zginęło 4 Żydów i 5 Arabów (strzelanina trwała 3 godziny). Nad ranem wybuch samochodu pułapki zniszczył 3 niezamieszkałe domy arabskie w Hajfie. Rano doszło do strzelanin w pobliżu Ramli (zginęła 1 osoba i 1 ranna) i Kalkilji (1 zabita i 2 ranne). Tego samego dnia oddział żydowski wkroczył do wsi Bajt Safafa wysadzając 4 domy (zginął 1 Arab, a 5 osób zostało poważnie rannych). W wybuchu bomby na dworcu autobusowym w Hajfie spłonęło 8 autobusów. W dniu 13 lutego władze aresztowały sierżanta brytyjskiej armii, którego oskarżono o śmierć czterech żydowskich terrorystów – zostali oni zatrzymani i przekazani w ręce Arabów, którzy natychmiast ich ukamienowali. W nocy z 13 na 14 lutego Gang Sterna wysadziła dom wielkiego mufti Jerozolimy na Górze Skopus. W dniu 14 lutego Hagana wysadziła most Husajna na rzece Jordan, we wschodniej części Doliny Bet Sze’an. Wysadzono go w obawie, że może być wykorzystany przez arabskie armie przy interwencji zbrojnej w Palestynie. Nad ranem 15 lutego siły Palmach wkroczyły do wsi Sa’sa, zabijając 11 Arabów (wysadzono 3 domy). Popołudniem samochód ciężarowy Legionu Arabskiego najechał na minę w pobliżu wioski Isfija na Górze Karmel (rannych zostało 2 transjordańskich żołnierzy i 2 Arabów). Tego dnia Hagana wysadziła kolejny most na rzece Jordan. Siły brytyjskie przeprowadziły przeszukania w rejonie Hajfy, ujawniając znaczne zapasy broni amunicji. Aresztowano 5 Żydów. W starciach w innych miejscach zginęło jeszcze 5 Arabów i 3 Żydów. 16 lutego oddział Arabskiej Armii Wyzwoleńczej zaatakował kibuce Tirat Cewi, En ha-Naciw i Sede Elijjahu w Dolinie Bet Sze’an. W bitwie zginął 1 obrońca i 57 arabskich napastników. Po tym ataku, większość mieszkańców okolicznych arabskich wiosek uciekła, ponieważ obawiała się żydowskiej zemsty. W ciągu dnia brytyjscy żołnierze zaczęli rozdzielać dzielnice żydowskie od arabskich w Jerozolimie. Podczas rozkładania zasiek z drutu kolczastego przy Bramie Jafy na Starym Mieście, doszło do strzelaniny z wykorzystaniem brytyjskiego samochodu pancernego (zginął 1 Arab). Na Górze Karmel w pobliżu Hajfy, doszło do próby żydowskiego ataku na bramę wjazdową do bazy Legionu Arabskiego. W wymianie ognia zginął 1 transjordański żołnierz i 3 Żydów.

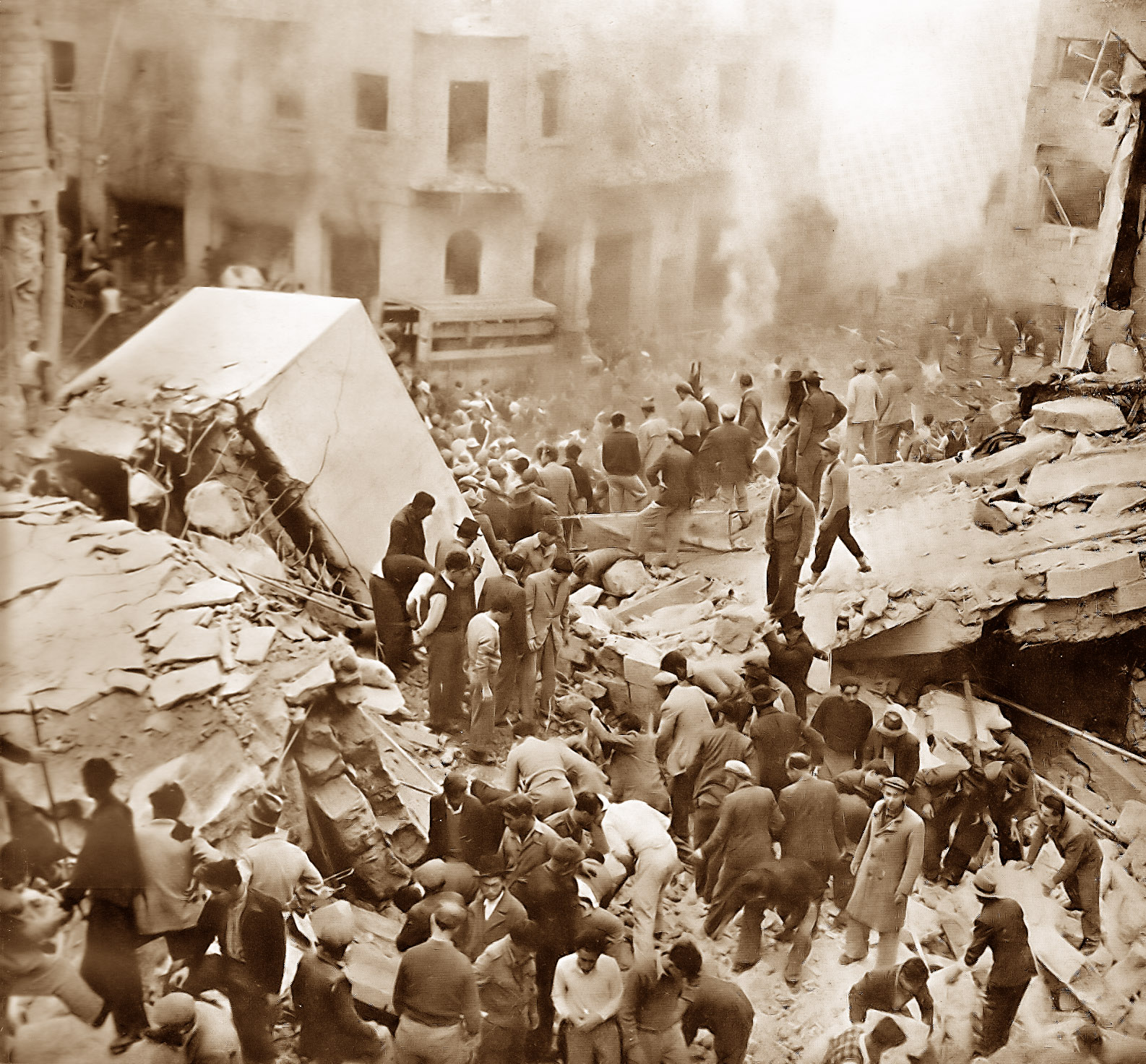
Zamach na ulicy Ben Jehuda w Jerozolimie – 22 lutego 1948 roku

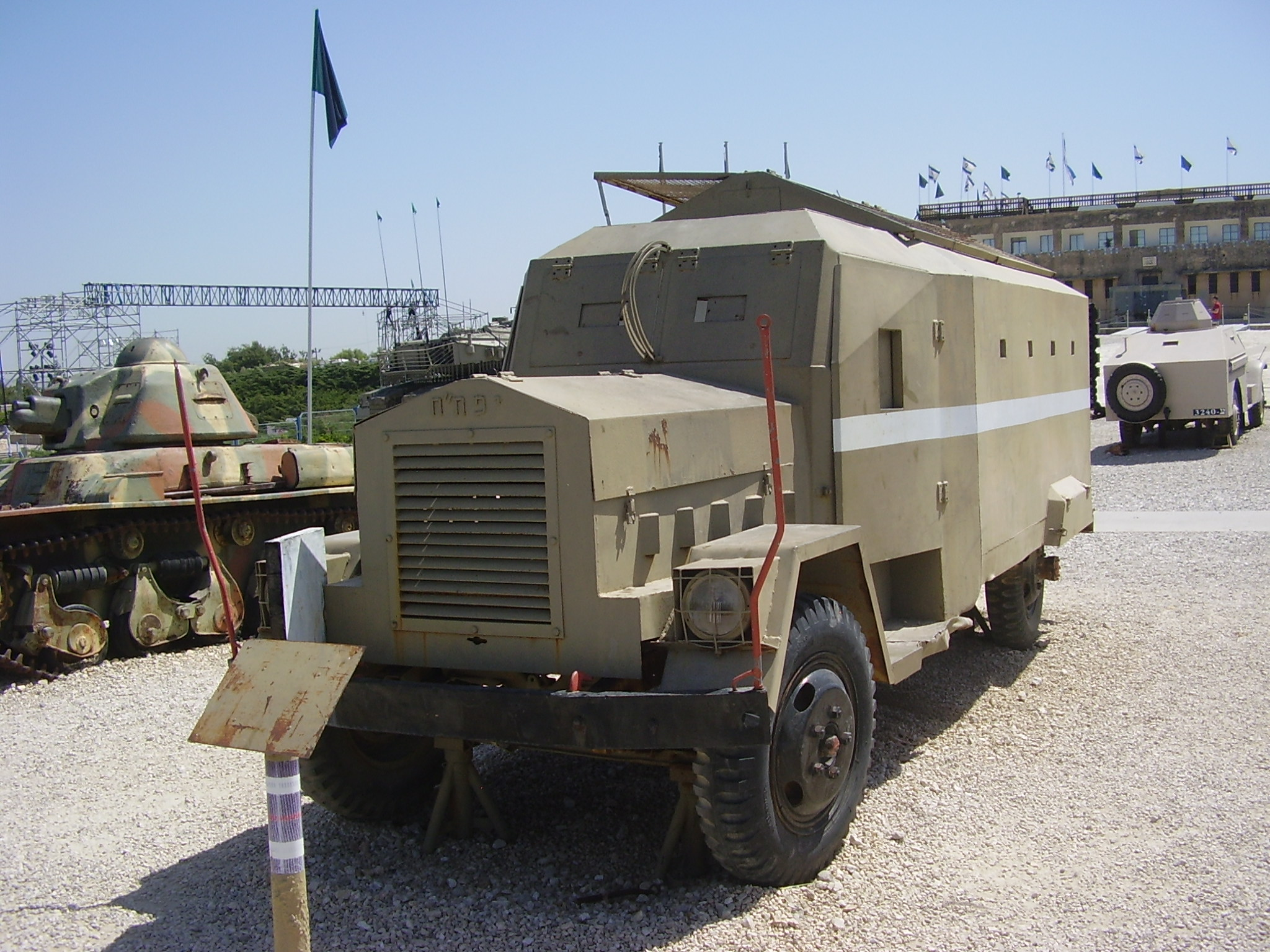
Opancerzony autobus wykorzystywany w konwojach

17 lutego w starciach w różnych częściach kraju zginęło 5 Arabów i 3 Żydów. 18 lutego w zamachu na targowisku w Ramli zginęło 12 Arabów, a 43 osoby zostały ranne. 19 lutego w ostrzelanym autobusie w Hajfie zginęło 4 Żydów. W odwecie, 21 lutego w Hajfie zginęło 4 Arabów. W nocy 21 lutego nieznani sprawcy zastrzelili brytyjskiego żołnierza w Hajfie. Później ostrzelano z moździerza okolicę komendy głównej policji w Hajfie (zginęły 3 osoby, a 37 zostało rannych). W południe doszło do strzelaniny w pobliżu Nazaretu w Galilei – zginął 1 Arab. W Safedzie doszło do gwałtownej wymiany ognia między żydowską a muzułmańską dzielnicą. Nad ranem 22 lutego, do wsi Samach w Galilei wjechał żydowski samochód, z którego rzucono bombę – jej wybuch uszkodził trzy domy. W dniu 22 lutego Arabowie przeprowadzili zamach na ulicy Ben Jehuda w Jerozolimie. W wybuchu trzech samochodów ciężarowych wyładowanych materiałami wybuchowymi zginęło 58 Żydów, a 123 osoby zostały ranne. Arabowie oświadczyli, że był to odwet za zamach Irgunu na targowisku w Ramli (z 18 lutego). Zamach przeprowadzono przy użyciu wcześniej skradzionych brytyjskich pojazdów wojskowych, a sami sprawcy byli przebrani w brytyjskie mundury. Z tego powodu radykalny Irgun ogłosił: „Strzelaj do każdego brytyjskiego żołnierza lub policjanta znajdującego się w dzielnicy żydowskiej!” I rzeczywiście, bojownicy Irgunu wyszli na ulice miasta i w pobliżu budynków Agencji Żydowskiej zabili brytyjskiego oficera, sierżanta i dwóch kierowców. Natomiast bojownicy Lechi zabili 10 brytyjskich policjantów. Brytyjskie władze mandatowe były oburzone zamachem i potępiły go. Rzecznik rządu powiedział, że brytyjskie siły bezpieczeństwa nie miały żadnego związku z zamachem. Podkreślił przy tym, że fakt, że ludzie, którzy przeprowadzili zamach, byli ubrani w mundury brytyjskiej armii, nie znaczy wiele, ponieważ taka metoda działania stała się akceptowaną metodą przez terrorystów. Pomimo to, wielu Żydów oskarżało Brytyjczyków o współudział w zamachu, a przywództwo społeczności żydowskiej odmówiło korzystania z brytyjskiego sprzętu wojskowego przy prowadzeniu akcji ratunkowej po wybuchu. Aby uniknąć prowokacji, brytyjskie dowództwo nakazało tego samego dnia ewakuację wszystkich swoich oddziałów z żydowskich dzielnic Jerozolimy – wprowadzono także zakaz prowadzenia działań operacyjnych na obszarach żydowskich. Celem takich decyzji miało być uniknięcie podszywania się arabskich terrorystów pod brytyjskich żołnierzy, i tym samym umożliwienie Żydom lepszej ochrony własnych interesów na kontrolowanych przez siebie terenach. Nie przeszkodziło to jednak kolejnym atakom. W odwecie żydowscy snajperzy ostrzelali Jafę. Odpowiedział im ogień arabskich snajperów i brytyjskich policjantów. Wymiana ognia trwała przez kilka kolejnych godzin. W Hajfie zastrzelono 1 Araba. Przed południem ostrzelano brytyjską ciężarówkę wojskową w Jerozolimie (zginął 1 żołnierz, a 2 osoby zostały ranne). Popołudniem, inna ciężarówka wjechała na minę w pobliżu Góry Skopus (zginęło 5 brytyjskich żołnierzy, a 6 zostało poważnie rannych). 23 lutego trwała wymiana ostrzału między żydowskim Tel Awiwem a arabską Jafą (rannych 2 Arabów). W strzelaninie w Hajfie rannych zostało 2 brytyjskich żołnierzy, a w Jerozolimie zginęło 2 brytyjskich policjantów. W pobliżu wioski Bajt Dżirdża ostrzelany został autobus, w którym zginęły 3 osoby, a 2 zostały ciężko ranione. Rankiem 24 lutego arabski autobus najechał na minę w pobliżu Ramallah. Wybuch wybił wszystkie okna, lekko raniąc 2 osoby. Z położonego na południe od Jerozolimy kibucu Ramat Rachel ostrzelano autobus jadący z Betlejem (rannych zostało 2 Arabów). Do podobnego zdarzenia doszło także w Hajfie, gdzie również rannych zostało 2 Arabów. 25 lutego w zasadzce na drodze z Tel Awiwu do Ramli zabito 3 Żydów. 28 lutego w ataku na żydowską osadę Kefar Sawa zginął 1 obrońca i 6 arabskich napastników . 29 lutego członkowie Lechi przeprowadzili zamach na pociąg Kair-Hajfa. Bombę podłożono na linii kolejowej przy osadzie Rechowot. Normalnie na trasie z Kairu do Hajfy każdego dnia kursował ekspresowy pociąg pasażerski, jednak tego dnia dołączono do niego cztery wagony wojskowe. W zamachu zginęło 28 brytyjskich żołnierzy, a 35 osób zostało rannych. Tego samego dnia brytyjskie władze mandatowe potępiły Agencję Żydowską za zamach, a 1 marca oskarżyły Agencję o propagowanie fałszywych zarzutów, że Brytyjczycy odpowiadają za zamach na ulicy Ben Jehuda w Jerozolimie. Natychmiast po wydaniu tego oświadczenia, doszło do zamachu bombowego na samochód gen. MacMillana w pobliżu Jerozolimy. Generała nie było wówczas w samochodzie, dzięki czemu ocalił swoje życie.
W dniu 2 marca Lechi zdetonowała bombę podłożoną w arabskim budynku biurowym w Hajfie, zabijając co najmniej 14 Arabów. 4 marca Hagana przeprowadziła nieudaną operację Szemu’el. Niewielkie żydowskie komando przedarło się w głąb terytorium arabskiego, i rano zaatakowało arabski autobus na drodze z Ramallah do Latrun. Operacja zakończyła się niepowodzeniem, a 16 żydowskich żołnierzy zginęło. Następnego dnia, w odwecie Hagana zabiła 15 Arabów w pobliżu Tel Awiwu. Tymczasem siły arabskie wciąż wzmacniały swoje pozycje w Palestynie. 4 marca w granice Palestyny mandatowej wkroczył Fauzi al-Kawukdżi z około 100 bośniackich wolontariuszy i siłami logistyki Arabskiej Armii Wyzwoleńczej. We wsi Dżaba założyli oni centrum szkoleniowe dla palestyńskich arabskich ochotników. Pułk irackich ochotników Arabskiej Armii Wyzwoleńczej wzmocnił pozycje w rejonie Liddy i Ramli, a al-Husajni założył swoją główną siedzibę we wsi Bir Zajt. W tym samym czasie, w rejon Gazy dotarli ochotnicy z Libii oraz członkowie egipskiego Bractwa Muzułmańskiego. Jednak w rzeczywistości, przybywający arabscy ochotnicy pogarszali sytuację palestyńskich Arabów, gdyż dokonywali oni rekwizycji żywności celem utrzymania się na nowym miejscu. W ten sposób sytuacja ludności arabskiej systematycznie się pogarszała, tym bardziej że coraz częściej stawała się celem odwetowych ataków Hagany. W dniu 11 marca Arabowie zdetonowali samochód-pułapkę na dziedzińcu Agencji Żydowskiej w Jerozolimie. Część budynku została całkowicie zniszczona – zginęło 13 osób, a 84 zostały ranne. Wśród zabitych był dyrektor generalny Keren Hajesod, Leib Jaffe. Zamachu dokonał arabski szofer amerykańskiego konsula, który akurat odwiedzał ściśle strzeżony kompleks budynków w samym centrum żydowskiej dzielnicy. Szofer pozostawił w samochodzie ładunek wybuchowy, a samemu uciekł. Zamach wstrząsnął społecznością żydowską i na krótki czas utrudnił działalność samej Agencji. W dniu 13 marca oddział Palmach wkroczył do wsi Al-Husajnijja w Górnej Galilei, gdzie dokonał masakry zabijając 30 Arabów. 22 marca Arabowie przerwali linię komunikacyjną z wybrzeża do Jerozolimy. W kanionie Bab-el-Oued rozbito żydowski konwój, niszcząc 30 ciężarówek. W ten sposób Jerozolima została całkowicie odcięta. W marcu do Jerozolimy wyruszyło tylko 45 konwojów, w skład których weszło 560 pojazdów – z tego trzy konwoje zostały rozbite, a pięć zawróciło z powrotem. Do Jerozolimy dotarło jedynie 37 konwojów. W wyniku ataków zginęło 36 ludzi. Warto podkreślić, że ostatnich pięć konwojów w marcu zostało zatrzymanych, a ich straty wyniosły 23 zniszczone ciężarówki. W dniu 31 marca w żydowskiej Zachodniej Jerozolimie wprowadzono reglamentację żywności. Dzienna racja na jedną osobę wynosiła: 200 gramów chleba. W kwietniu, podczas święta Pesach tygodniowa racja wynosiła: 2 funty ziemniaków, 2 jajka, pół funta ryb, 4 funty macy, 1,5 uncji suszonych owoców, pół funta mięsa i pół funta mąki. W odpowiedzi na skargi przedstawicieli mieszkańców, brytyjskie władze mandatowe zaproponowały przeprowadzenie ewakuacji Żydów z miasta. Było to nie do przyjęcia dla Żydów. Odmienna sytuacja panowała na pustyni Negew, gdzie znajdowały się odizolowane żydowskie kibuce. Tutejsza ludność arabska nie była zainteresowana wystąpieniem przeciwko Żydom, z tego powodu siły egipskiego Bractwa Muzułmańskiego prowadziły nękające ataki, systematycznie niszcząc rurociągi dostarczające wodę. Na wybrzeżu Tel Awiw został odcięty od Hajfy i żydowskich osiedli położonych w Galilei. 27 marca został rozbity żydowski konwój Jechi’am jadący z zaopatrzeniem do kibucu Jechi’am. W zasadzce zginęło 46 Żydów. Klęska konwoju do Jechi’am była największą dotychczasową porażką żydowską w tej wojnie. Tego samego dnia został rozbity konwój jadący do bloku żydowskich osiedli Gusz Ecjon (konwój Nebi Daniel), a 31 marca porażkę poniósł konwój jadący do Jerozolimy (konwój Chulda). W ciągu jednego tygodnia Hagana poniosła trzy dotkliwe porażki, odnosząc przy tym bardzo duże straty. Dowództwo wyciągnęło z tego wniosek, że taktyka konwojów zawiodła i należy poszukiwać innej metody dostarczania zaopatrzenia do izolowanych społeczności. Poszukując nowych metod prowadzenia działań operacyjnych, 30 marca przeprowadzono operację Haszmed, podczas której podjęto nieudaną próbę zabicia dowódcy Armii Świętej Wojny, Hasana Salama. Pomimo niepowodzenia, sama operacja zapowiadała nadchodzącą zmianę sytuacji w wojnie. 31 marca Lechi podłożyła bombę wysadzając pociąg relacji Kair-Hajfa w pobliżu Cezarei – zginęło 40 Arabów, a 60 osób zostało rannych.

### Konsekwencje pierwszej fazy wojny
Historycy oceniają, że pierwsza faza wojny domowej w Brytyjskim Mandacie Palestyny przyniosła co najmniej 2 tys. zabitych i 4 tys. rannych ludzi. Liczby te odpowiadają śmierci średnio 100 osób tygodniowo. Straty rozkładały się przy tym mniej więcej równo po obu stronach konfliktu.

#### Strona arabska
Przebieg dotychczasowych walk był bardziej korzystny dla strony arabskiej, jednak nie zdołali oni osiągnąć żadnego decydującego zwycięstwa. Jedynym arabskim sukcesem było sparaliżowanie żydowskiej komunikacji i przecięcie drogi prowadzącej z wybrzeża do Jerozolimy. Ludność żydowska otrzymała jednak ścisłe rozkazy, aby za wszelką cenę utrzymywać zajmowaną przez siebie ziemię. W konsekwencji tego, siły arabskie nie zdołały zdobyć żadnego żydowskiego osiedla. Ludność arabska znajdowała się w o wiele trudniejszym położeniu. Brak jednolitego przywództwa politycznego i sprzeczne interesy sąsiednich państw, powodowały, że palestyńscy Arabowie byli niepewni swojej przyszłości. Od grudnia 1947 do końca marca 1948 roku swoje domy opuściło około 100 tys. arabskich uchodźców (od początku wojny do końca stycznia 1948 r. było 70 tys. uchodźców). Większość z nich pochodziła z wyższej i średniej klasy mieszczaństwa z rejonów Jerozolimy, Hajfy i Jafy. Dołączyli do nich ubodzy wieśniacy z obszarów zdominowanych przez Żydów. Uchodźcy kierowali się do Samarii i Judei, a czasami opuszczali terytorium Palestyny mandatowej, udając się do sąsiednich państw.

Iracki gen. Ismail Sawfat w taki sposób opisał przed Ligą Arabską przebieg dotychczasowych walk w Palestynie: 
„Pomimo faktu, że rozpoczęły się potyczki i starcia, Żydzi na tym etapie wciąż próbują ograniczyć walki do możliwie jak najmniejszego obszaru, w nadziei, że podział zostanie wdrożony i powstanie rząd żydowski. Oni mają nadzieję, że jeśli walki będą ograniczone, to Arabowie zaakceptują fakty dokonane. Wynika to z faktu, że jak do tej pory Żydzi nie atakowali arabskich wiosek, o ile mieszkańcy tych wiosek nie atakowali i nie prowokowali ich wcześniej.”

Siły arabskie wciąż posiadały wysokie morale, a Wysoki Komitet Arabski był przekonany o swoim zwycięstwie i zdecydowanie odrzucał rezolucję ONZ nr 181 w sprawie podziału Palestyny. W ogłoszeniu z dnia 6 lutego oświadczał: 
„Palestyńscy Arabowie uznają wszelkie działania podejmowane przez Żydów lub jakiekolwiek siły lub uprawnione grupy, do ustanowienia państwa żydowskiego na terytorium arabskim za akt agresji, i będą się im siłą opierać ... Dla prestiżu ONZ byłoby lepiej porzucić ten plan i nie nakładać takiej niesprawiedliwości ... Palestyńscy Arabowie składają deklarację przed ONZ, przed Bogiem i przed historią, że nigdy nie poddadzą się żadnej władzy, która będzie dążyć do podziału Palestyny. Jedynym sposobem realizacji podziału jest pozbycie się nas wszystkich: mężczyzn, kobiet i dzieci.”
Wielka Brytania oficjalnie nie angażowała się w wojnę domową w Palestynie, jednak od samego początku walk, brytyjscy oficerowie dowodzący Legionem Arabskim byli aktywnie obecni w obszarze prowadzonych walk. W dniu 7 lutego 1948 roku zawarto w Londynie tajne porozumienie brytyjsko-transjordańskie, w którym Brytyjczycy wyrażali zgodę na aneksję arabskiej części Palestyny przez Królestwo Transjordanii. Uzgodniono, że w dniu 15 maja 1948 roku transjordański Legion Arabski wkroczy do Palestyny, zajmując przyznane państwu arabskiemu ziemie. Wcześniej Brytyjczycy mieli przekazać legionowi swoją infrastrukturę oraz znaczną część uzbrojenia wycofywanych z Palestyny mandatowej brytyjskich oddziałów wojskowych. Porozumienie zawierało zastrzeżenie, że siły Legionu Arabskiego nie mogły wkroczyć do Jerozolimy lub na obszar nowo tworzonego państwa żydowskiego. Ta opcja nie przewidywała utworzenia palestyńskiego państwa arabskiego. Wzbudziło to zaniepokojenie Egiptu, Syrii, Libanu i Arabii Saudyjskiej, które obawiały się, że jordański król Abdullah I zajmie całą Palestynę i użyje jej następnie jako podstawy do wyprowadzenia ataku na kolejne państwa. Niepokój ten wzmocniło zawarcie przez Transjordanię i Irak porozumienia o wzajemnej obronie . Administracja amerykańska obawiała się ogłoszenia przez Ligę Arabską embarga na dostawy ropy naftowej. Widząc rozwój wydarzeń wojny domowej, w połowie marca uznała, że sytuacja Żydów jest beznadziejna. Z tego powodu Stany Zjednoczone w dniu 19 marca oficjalnie ogłosiły wycofanie swojego poparcia dla rezolucji ONZ nr 181 w sprawie podziału Palestyny, zachęcając tym samym Ligę Arabską do udzielenia większego wsparcia finansowego i militarnego dla Arabskiej Armii Wyzwoleńczej i Armii Świętej Wojny, aby położyć kres planom utworzenia państwa żydowskiego. W dniu 1 kwietnia 1948 roku Rada Bezpieczeństwa ONZ głosowała amerykański wniosek o powołanie specjalnego zespołu do ponownego rozpatrzenia problemu palestyńskiego (ZSRR wstrzymał się od głosu). Zasugerowano wtedy możliwość rozmieszczenia międzynarodowych sił rozjemczych i pozostawienia Palestyny pod międzynarodową kontrolą.

#### Strona żydowska

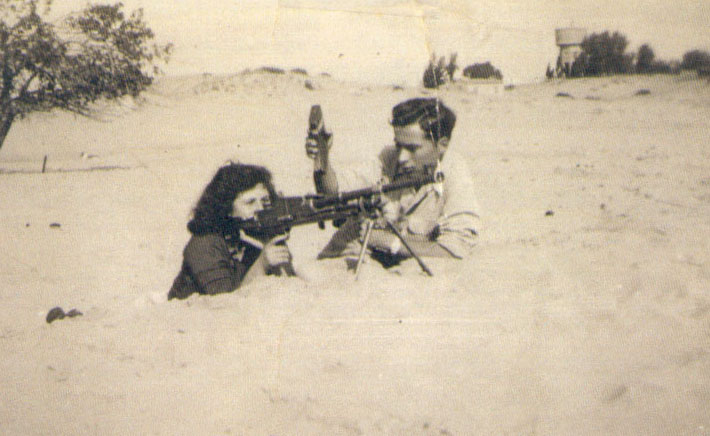
Szkolenie wojskowe Hagany, 1948 r.

Morale społeczności żydowskiej w tym pierwszym okresie wojny były bardzo mocno osłabione. Ataki na żydowskie osiedla oraz łączące je linie komunikacyjne, powodowały liczne trudności, z których było nie do pokonania. W najgorszym położeniu znajdowała się duża społeczność żydowska Jerozolimy, do której dostawy zostały przerwane. Niemniej jednak, pomimo dotychczasowych porażek, siły żydowskie były liczniejsze i lepiej wyszkolone od sił arabskich. Poniesione porażki mogły zachwiać poczuciem pewności siebie Żydów i zasiać pewien poziom wątpliwości, jednak wynikały one bardziej z decyzji politycznych niż rzeczywistej militarnej słabości. Przywództwo żydowskie wolało czekać i w ograniczonym stopniu reagować na rozwój wydarzeń, oczekując nadejścia terminu 14 maja 1948 roku (koniec brytyjskiego mandatu nad Palestyną). Upływający czas wykorzystywano jednak bardzo praktycznie. W dniu 1 marca 1948 roku nastąpiło porozumienie żydowskich ugrupowań politycznych w sprawie utworzenia rządu. Powołano Radę Ludową (Moezet Ha-Am), która liczyła 37 osób i miała charakter organu ustawodawczego. Organem wykonawczym miała być Administracja Ludowa (Minhelet Ha-Am). Siedzibą obu organów został Tel Awiw. Równocześnie dowództwo Hagany zdołało zawrzeć porozumienie z Irgunem, który uznał autorytet tymczasowych władz państwowych. Siły Hagany były reorganizowane, a nowi rekruci przechodzili szkolenia wojskowe. W marcu 1948 roku utworzono także ochotniczy korpus Machal, złożony z żydowskich ochotników z całego świata, pragnących dopomóc w wojnie o niepodległość nowo tworzonego państwa żydowskiego. Z Ameryki Północnej przybyło 1,5 tys. ochotników, z Południowej Afryki 500, z Wielkiej Brytanii 1 tys., z Finlandii 30. Ogółem podczas całej wojny przybyło 5 tys. żydowskich ochotników z całego świata. Hagana potrzebowała dla swoich sił coraz większej ilości broni. W tym celu Agencja Żydowska rozesłała po świecie agentów, mających za zadanie znalezienia źródeł broni i kanałów ich przerzutu do Palestyny. W owym czasie ZSRR oficjalnie przestrzegał embarga na dostawy broni i amunicji do Palestyny, jednak Józef Stalin poparł pomysł dostarczenia pomocy wojskowej dla Żydów poprzez Czechosłowację. Czechosłowacki minister spraw zagranicznych Vladimír Clementis wyraził zgodę na korzystanie przez żydowską Haganę z pasa startowego Žatec, położonego przy mieście Žatec. Dzięki staraniom Goldy Meir społeczność żydowska pozyskała znaczne środki finansowe (25 mln USD) od syjonistycznych sympatyków w Stanach Zjednoczonych. Ogółem, od października 1947 do marca 1949 roku środowiska syjonistyczne zebrały 129 mln USD na wsparcie nowo tworzonego państwa żydowskiego w Palestynie. Z sumy tej, 78 mln USD (ponad 60%) przeznaczono na zakup uzbrojenia i amunicji . Przedstawiciele Agencji Żydowskiej mogli dzięki temu podpisać ważne kontrakty zakupu uzbrojenia w Bloku wschodnim. Umożliwiło to także realizację operacji Chasida. Jej część stanowiła operacja Balak 1 (31 marca – 1 kwietnia 1948 r.), podczas której drogą lotniczą przewieziono 200 czeskich karabinów Mauser Kar98k, 40 karabinów maszynowych MG 34 i 150 tys. sztuk amunicji. W dniu 3 kwietnia 1948 roku do brzegów Palestyny dotarł statek z dużą dostawą czeskiej broni. Sowiecka pomoc odegrała zasadniczą rolę podczas tej wojny.

## Druga faza wojny (1 kwietnia – 14 maja 1948)

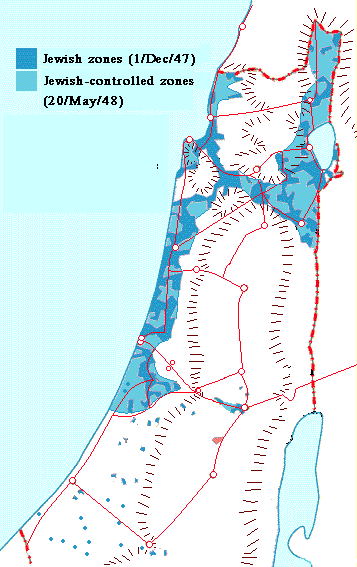
Mapa żydowskich osiedli i dróg w Palestynie, stan na 1 grudnia 1947 r. i na 20 maja 1948 r.

Dotychczasowy przebieg wojny wykazał, że żydowskie plany obrony są niewydolne, a siły obrońców nadmiernie rozproszone po całym kraju. Zmusiło to dowództwo Hagany do poszukiwania nowych rozwiązań. W rezultacie, 11 marca 1948 roku Jigael Jadin ukończył przygotowywanie planu Dalet.

### Plan Dalet
Plan Dalet (pol. plan D) wyznaczał zasady działania oraz cele, które Hagana miała osiągnąć w drugiej fazie wojny. Jego głównym celem było zapewnienie ciągłości połączeń terytorialnych jak największej części żydowskich obszarów przyznanych przez rezolucję ONZ nr 181. Była to odpowiedź na prowadzoną przez Arabów wojnę o drogi, oraz przygotowanie sił obrońców na spodziewaną inwazję wojsk z sąsiednich państw arabskich. Zakładał on, że gdy brytyjskie wojska rozpoczną ewakuację z Palestyny, siły Hagany przejmą ich bazy oraz policyjne posterunki (Fort Tegart) w całym kraju. Zdobyte miejsca miały być odpowiednio zabezpieczone i ufortyfikowane. Plan zakładał przy tym likwidację baz przeciwnika, przejecie pełnej kontroli nad głównymi drogami, oblężenie miast arabskich wraz z wysiedleniem wiosek stanowiących potencjalne zagrożenie dla Żydów. Ten ostatni punkt był szczególnie niebezpieczny dla Arabów, gdyż umożliwiał on siłom Hagany pod pretekstem obrony, niszczenie i wysiedlanie całych wiosek arabskich. Rozpoczęcie realizacji planu Dalet zaplanowano na początek kwietnia 1948 roku. Otworzyło to drugą fazę wojny domowej w Palestynie, która charakteryzowała się serią żydowskich operacji wojskowych. Hagana przeszła z defensywy do ofensywy. Jego realizacja zajęła około ośmiu tygodni, całkowicie zmieniając położenie społeczności żydowskiej w Palestynie.

### Punkt przełomowy wojny

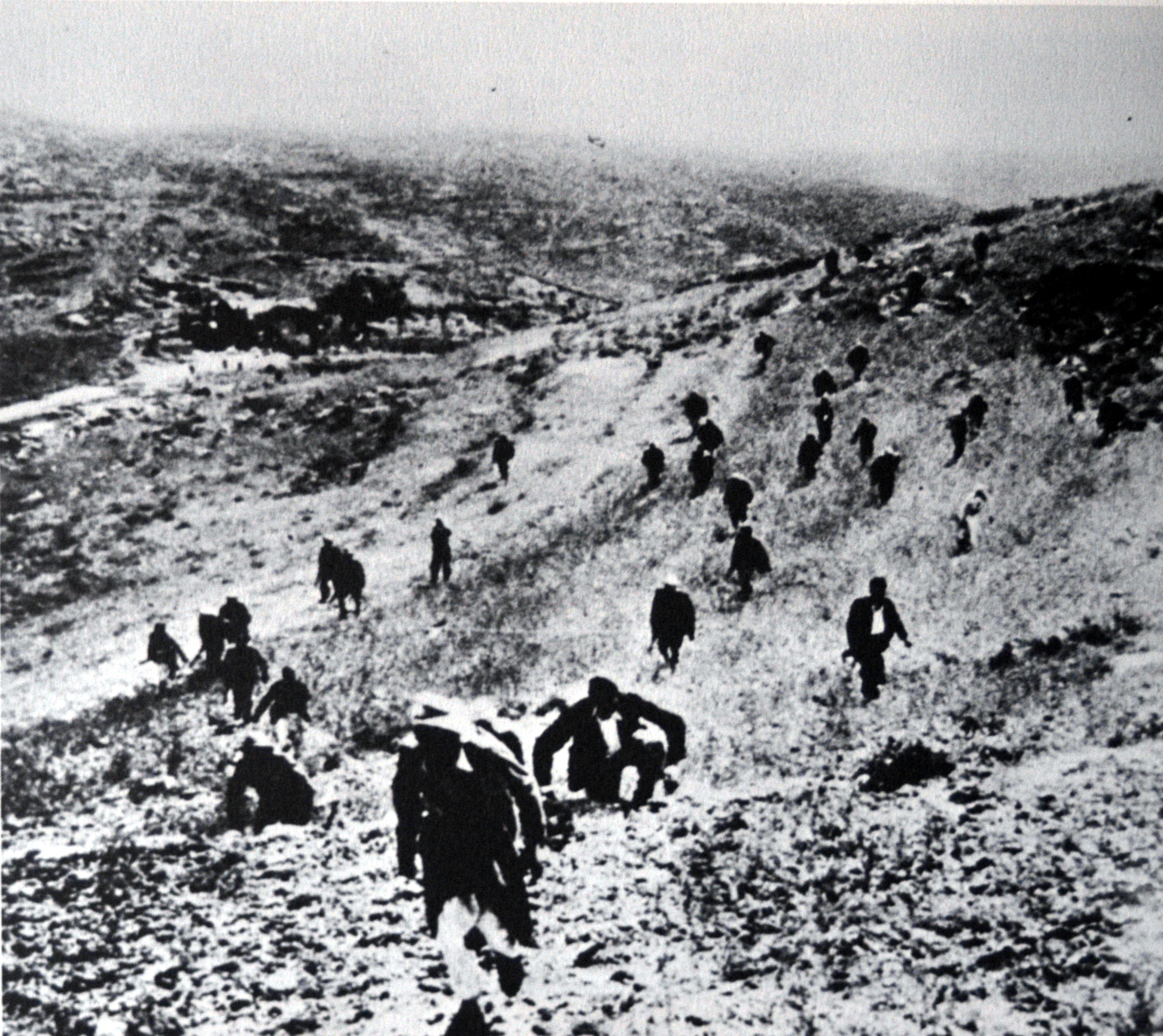
Kontratak arabskich sił na Al-Kastal, 7-8 kwietnia 1948 r.

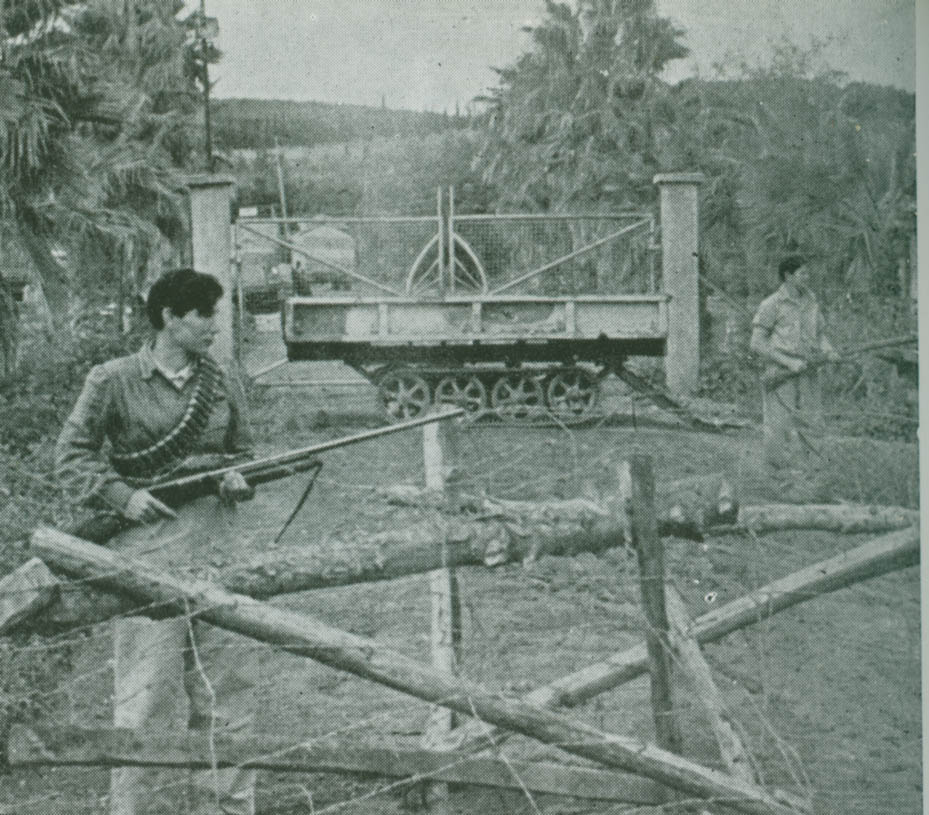
Żydowscy żołnierze pilnują wjazdu do kibucu Miszmar ha-Emek

Lider społeczności żydowskiej Dawid Ben Gurion spostrzegał Jerozolimę jako środek ciężkości całej kampanii prowadzonej w Palestynie. Utrata Zachodniej Jerozolimy byłaby wielkim ciosem dla społeczności żydowskiej i Hagana nie mogła sobie na to pozwolić. Dlatego zdecydowano się przeprowadzić operację w celu przełamania oblężenia i dostarczenia zapasów do miasta. Podczas debaty na temat przygotowań do operacji, postanowiono, że Hagana po raz pierwszy użyje sił w wielkości brygady. Operację nazwano Nachszon. Miała to być pierwsza operacja przeprowadzona zgodnie z Planem Dalet. Wcześniej jednak przeprowadzono dywersyjny atak na wieś Al-Kastal, która od wschodu blokowała drogę do Jerozolimy. Starcia przerodziły się w bitwę o al-Kastal (3-9 kwietnia 1948 r.), podczas której 8 kwietnia zginął dowódca Armii Świętej Wojny, Abd al-Kadir al-Husajni. Arabowie odbili wówczas wieś al-Kastal i odnaleźli ciało swojego zabitego dowódcy. Opuścili jednak zniszczoną wieś i udali się do Jerozolimy, aby zorganizować wielki pogrzeb al-Husajniego. Sytuację ponownie wykorzystali Żydzi, zajmując bez walki opuszczoną al-Kastal. Utrata charyzmatycznego dowódcy, jakim był Abd al-Kadir al-Husajni, mocno osłabiło morale i zdezorganizowało siły Armii Świętej Wojny. Jego śmierć „utrudniła arabską strategię i organizację w obszarze Jerozolimy”. Jego następcą został Hasan Salama. Równocześnie na zachodnim odcinku drogi prowadzącej do Jerozolimy przeprowadzono drugą akcję dywersyjną. Oddział z Brygady Giwati wkroczył nad ranem 3 kwietnia na przedmieścia Ramli, gdzie mieścił się sztab Hasan Salama. Dywersanci podłożyli ładunki wybuchowe i z powodzeniem wycofali się, niszcząc dom, w którym zginęło 25 arabskich ochotników Armii Świętej Wojny. Atak skutecznie podważył prestiż Salama, którego jego towarzysze broni posądzili o ucieczkę z pola walki. Salama przeniósł swój sztab do wsi al-Abbasijja, został jednak wyłączony z walk na okres rozpoczęcia żydowskiej ofensywy. Następnego dnia (4 kwietnia 1948 r.) siły Arabskiej Armii Wyzwoleńczej zaatakowały na północy kibuc Miszmar ha-Emek. W ten sposób rozpoczęła się bitwa o Miszmar ha-Emek (4-14 kwietnia 1948 r.), podczas której Żydzi najpierw utrzymali swoje pozycje obronne, a następnie wyprowadzili skuteczny kontratak, zajmując szereg okolicznych wiosek. Bitwa ta była niezwykle niekorzystna dla Arabów, gdyż wiązała siły, które niezbędnie były potrzebne w rejonie walk o wieś al-Kastal na jerozolimskim froncie wojny. Dowodzący transjordańskim Legionem Arabskim sir John Bagot Glubb nazwał atak „fiaskiem”, dodając, że po porażce „osłabły morale i entuzjazm Arabskiej Armii Wyzwoleńczej ... stała się ona bardziej zainteresowana grabieżami Arabów w Palestynie”.
W międzyczasie, w dniu 5 kwietnia 1948 roku dowództwo Hagany wysłało telegraf potwierdzający rozpoczęcie operacji Nachszon. Po zablokowaniu okolicznych dróg, 6 kwietnia siły Palmach przełamały serię blokad drogowych w Sza’ar ha-Gaj, po czym konwój złożony z 62 pojazdów bezpiecznie dotarł do Jerozolimy. Był to duży sukces, jednak dalszy przebieg walk o al-Kastal spowodował ponowne zamknięcie tej drogi. Jednostki Palmach realizując swoje założenia taktyczne, zajęły i wysiedliły okoliczne wsie arabskie – Chulda, Dajr Muhajsin i Sajdun. Natomiast działające odrębnie siły Irgunu i Lechi zajęły 9 kwietnia wieś Dajr Jasin. Doszło wówczas do masakry w Dajr Jasin, w której zginęło 107 Arabów. Oficjalnie władze żydowskie odcięły się od tego zdarzenia, a Dawid Ben Gurion publicznie obarczył Menachema Begina odpowiedzialnością za masakrę. Nazwał go „Menachemem Hitlerem”, a Agencja Żydowska wysłała telegram kondolencyjny do króla Transjordanii Abdullaha I. Zdarzenie nazwano w nim jako „brutalne i barbarzyńskie, które jest niezgodne z duchem narodu żydowskiego, jego tradycją i dziedzictwem kulturowym”. Pomimo to, Żydzi świadomie wykorzystali psychologiczne efekty masakry, rozpuszczając plotki na jej temat. Zastraszały one i demoralizowały społeczność arabską, która coraz bardziej bała się kolejnych masakr i pogromów. Takie przesadzone pogłoski przyczyniły się do wybuchu paniki wśród palestyńskich Arabów, a w konsekwencji ucieczki znacznej ich części z Palestyny. W rezultacie, w następnych dniach siły Palmach bez żadnej walki zajęły opuszczone wioski Kalunja, Bajt Nakkuba i Bajt Sul. Cały odcinek drogi do Jerozolimy był opanowany, a sąsiednie wioski zabezpieczone. Jednak oddziały Palmach były zmuszone do postępowania zgodnie z Planem Dalet, co oznaczało, że po zajęciu wyznaczonych celów wycofały się, pozostawiając rozległy teren nielicznym oddziałom Hagany. Nie miały one szansy na powstrzymanie nadchodzących posiłków arabskich. W rezultacie droga do Jerozolimy została szybko ponownie zablokowana, a do miasta dotarł zaledwie jeden konwój.
Równoczesna śmierć Abd al-Kadir al-Husajniego w bitwie o al-Kastal i porażki Armia Świętej Wojny podczas żydowskiej operacji Nachszon, oraz porażka Arabskiej Armii Wyzwoleńczej w bitwie o Miszmar ha-Emek, spowodowały dezorientację i zamieszanie w arabskich oddziałach. Do tego doszła walka o wpływy pomiędzy przywódcami arabskimi. Nowym dowódcą sił Armii Świętej Wojny został Hasan Salama. Zmienił on taktykę działania swoich oddziałów – zrezygnował z organizowania licznych małych zasadzek na całej trasie drogi prowadzącej do Jerozolimy, na rzecz wzniesienia jednej dużej blokady w Sza’ar ha-Gaj. Równocześnie dowódcą sił w rejonie Jerozolimy został iracki pułkownik Fadel Raszid. Znalazł on pełną akceptację ze strony Wielkiego Mufti Jerozolimy Al-Hadżdż Muhammad Amin al-Husajniego. Tymczasem transjordański król Abdullah I mianował dowódcę Arabskiej Armii Wyzwoleńczej, Fauzi al-Kawukdżiego na komendanta Jerozolimy. Obaj dowódcy rywalizowali ze sobą, byli jednak zgodni co do tego, że muszą zreorganizować swoje siły, aby ponownie zamknąć drogę łączącą Jerozolimę z równiną nadmorską. Całe to zamieszanie, w połączeniu z masakrą w Dajr Jasin i wysiedleniem licznych Arabów z zajętych przez przeciwnika wiosek, wywołało panikę wśród ludności arabskiej, która zaczęła masowo uciekać z rejonów ogarniętych walkami. Żydzi nie potrafili jednak wykorzystać swojej przewagi. Brakowało im pomysłu, co robić dalej po zajęciu terenu wroga. W rezultacie wycofywano się, a po jakimś czasie przeprowadzano kolejną operację, walcząc o te same miejsca z silniejszym przeciwnikiem. Z punktu widzenia logiki, takie działanie było pozbawione sensu. Dowodem na szybką reorganizację sił arabskich było rozbicie w dniu 13 kwietnia 1948 roku żydowskiego konwoju jadącego z zaopatrzeniem do Centrum Medycznego Hadassa na Górze Skopus w Jerozolimie. Doszło wówczas do masakry konwoju medycznego Hadassa, w której zginęło 79 Żydów (w tym rannych, lekarzy i kobiecy personel medyczny). Był to odwet za Dajr Jasin. Pomimo to, zwycięstwo pod Miszmar ha-Emek i sukces operacji Nachszon stały się punktem zwrotnym całej wojny.

### Ofensywa w Jerozolimie

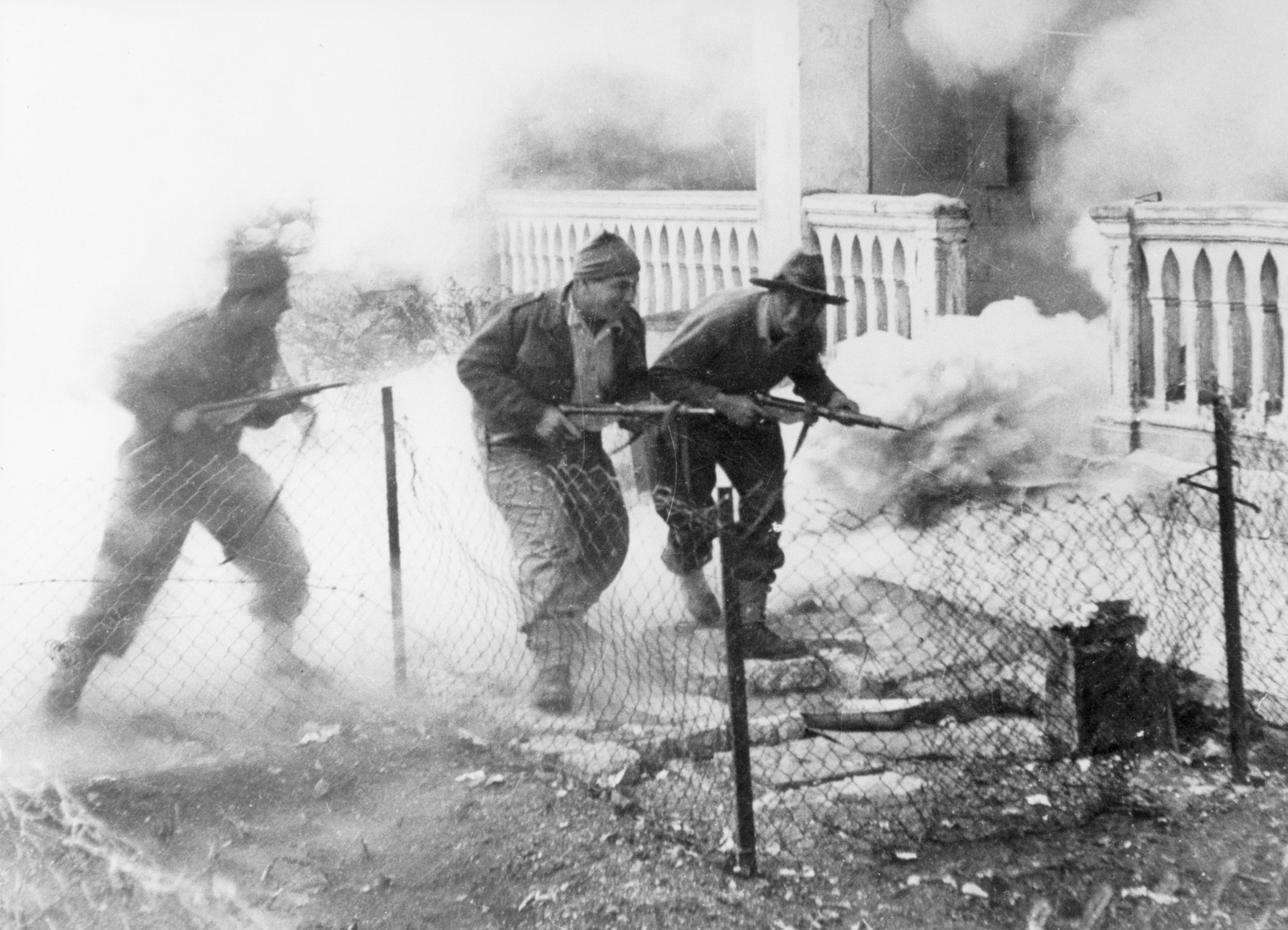
Żydowscy żołnierze podczas operacji Jewusi w Jerozolimie

W dniach 16-20 kwietnia 1948 roku Hagana przeprowadziła operację Harel, podczas której do Jerozolimy dotarły trzy konwoje. Było to w sumie około 450 samochodów ciężarowych z 1800 tonami zaopatrzenia. Zabezpieczyło to na pewien czas miasto w potrzebne towary. Mniej więcej w tym samym czasie, dowódca żydowskiej obrony Jerozolimy, Dawid Sze’alti’el przekazał do dowództwa Hagany pilną wiadomość, że w mieście pojawiły się plotki mówiące o tym, że Brytyjczycy zamierzają przed ewakuacją swoich wojsk z miasta (była zaplanowana na 15 maja 1948 r.) przekazać Arabom większość strategicznych punktów. Umożliwiłoby to Arabom przejęcie inicjatywy i po wkroczeniu regularnych sił jordańskiego Legionu Arabskiego rozstrzygnąć o dalszych losach bitwy o Jerozolimę. Dawid Sze’alti’el wskazał na pilną potrzebę wzmocnienia sił wojskowych w mieście i rozpoczęcie działań ofensywnych, w przeciwnym razie – jak pisał – zdoła utrzymać Jerozolimę najwyżej do 15 maja 1948 roku. Z tego powodu, w końcowej fazie operacji Harel do Jerozolimy przerzucono uderzeniową Brygadę „Harel”. Ten ostatni konwój został już zaatakowany, i do miasta dotarła tylko część wysłanych pojazdów (pozostałe zawróciły). Droga została ponownie przerwana. W kolejnych dniach w Jerozolimie przeprowadzono operację Jewusi. Jej celem było otworzenie linii komunikacyjnych z izolowanymi żydowskimi enklawami na północy i południu miasta, oraz utworzenie jednolitej linii obrony w mieście. W pierwszej fazie, w dniu 23 kwietnia 1948 roku przeprowadzono natarcie w kierunku północnym, usiłując otworzyć drogę do enklawy kibuców Newe Ja’akow i Atarot. Doszło wówczas do bitwy o An-Nabi Samu’il, która okazała się najcięższą porażką Palmach w wojnie. Porażka bardzo mocno osłabiła morale Brygady „Harel”. W drugiej fazie operacji, w dniu 25 kwietnia zaatakowano arabską dzielnicę Asz-Szajch Dżarrah, aby w ten sposób odblokować enklawę Góry Skopus. W przebieg operacji zaangażowali się jednak Brytyjczycy, gdyż okazało się, że Szajch Dżarrah znajduje się na głównej trasie wycofywania brytyjskich oddziałów z Jerozolimy w kierunku północnym. To właśnie tędy miał wycofywać się z miasta Wysoki Komisarz Palestyny sir Alan Cunningham. Brytyjczycy wezwali więc Żydów do opuszczenia Szajch Dżarrah, a następnie przeprowadzili krótki pokaz siły, zadając poważne straty oddziałom żydowskim. Następnie Szajch Dżarrah ogłoszono strefą zdemilitaryzowaną, umożliwiając przez dwa tygodnie swobodny przejazd żydowskich konwojów na Górę Skopus. Sama dzielnica przeszła następnie pod kontrolę Legionu Arabskiego. Trzecia faza operacji zaczęła się 27 kwietnia i trwała do 2 maja. W okresie tym toczono ciężkie walki o południową dzielnicę Gonen. Doszło tutaj do niezwykle dramatycznej bitwy o monaster Sam Simon, w wyniku której Arabowie wycofali się z Katamon. W ten sposób odblokowana została enklawa Katamon i uzyskano połączenie z dzielnicą Talpijjot. Cała operacja obnażyła jednak braki wywiadowcze oraz błędy w strukturze dowodzenia Hagany. Kosztem ciężkich strat zdołano osiągnąć zaledwie jeden z trzech celów operacyjnych. Największe straty poniosła Brygada „Harel”, która chwilowo utraciła zdolności bojowe i została wycofana do ochrony konwojów do Jerozolimy. I to właśnie na tym celu skoncentrowano kolejne działania na centralnym odcinku wojny.

### Inne operacje
Kolejną operację Hagany zaplanowano w związku z wycofaniem brytyjskiego kontyngentu wojskowego z Hajfy, które miało odbyć się 21 kwietnia 1948. Hagana w całkowitej tajemnicy przegrupowała swoje brygady i 21 kwietnia 1948 roku przeprowadziła niespodziewany atak na miasto, wywołując panikę arabskiej ludności cywilnej. Po ciężkich walkach Hajfa została zajęta, a około 100 tys. Arabów uciekło. 23 kwietnia 1948 roku żydowskim oddziałom Hagany udało się po 2 dniach walk opanować miasto Tyberiadę w Galilei. Otworzyło to drogę do wschodniej części Galilei i znacznie wzmocniło pozycję sił żydowskich na północy. Większość arabskich mieszkańców Tyberiady uciekło.

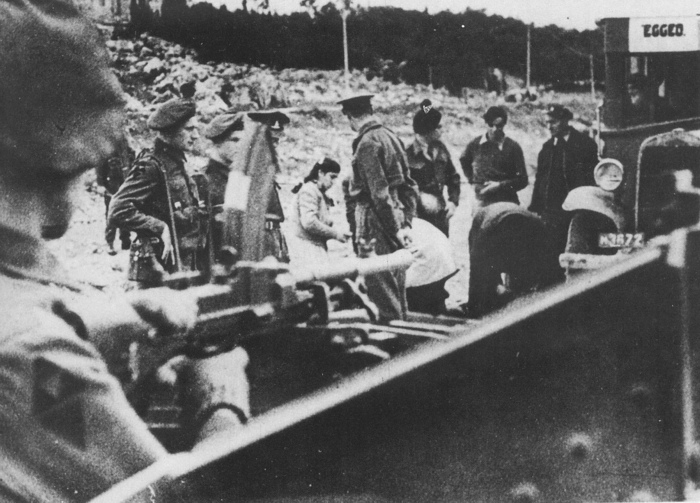
Brytyjski punkt kontrolny w rejonie Jafy i Lod

27 kwietnia 1948 roku oddziały Hagany i Irgunu rozpoczęły operację izolacji Jafy, w której znajdowało się około 5 tys. arabskich bojowników. W tym celu brygady Aleksandroni i Giwati zniszczyły wsie arabskie położone na wschód od Jafy, wzdłuż drogi Tel Awiw–Jerozolima. Równocześnie przeprowadzono natarcie w kierunku brytyjskiego lotniska w Lod. Działania te miały przygotować teren do zdobycia lotniska po wycofaniu się Brytyjczyków. Żydowskie działania wojskowe w bezpośrednim sąsiedztwie ważnej brytyjskiej bazy lotniczej w Palestynie wywołały zaniepokojenie brytyjskiego dowództwa, które 30 kwietnia 1948 roku bezpośrednio zaangażowało się w wojnę domową w Palestynie. Brytyjscy żołnierzy wspierani przez czołgi, artylerię i lotnictwo zaatakowali pozycje Hagany wokół Jafy. Zmusiło to Żydów do powstrzymania działań ofensywnych w tym regionie walk. W następnych dniach Brytyjczycy ograniczyli się do rozdzielania walczących stron i chronienia uciekających z Jafy arabskich cywili.
28 kwietnia 1948 roku oddziały Hagany rozpoczęły ofensywę we wschodniej Galilei. Uderzono na północ od Tyberiady i 30 kwietnia zajęto dawne brytyjskie koszary i lotnisko w Rosz Pina. Następnie rozpoczęto natarcie w kierunku miasta Safed w Górnej Galilei, zostało ono jednak krwawo powstrzymane przez Arabów.
3 maja 1948 roku oddziały szturmowe Palmach rozpoczęły kolejne natarcie na Górną Galileę. Po 7 dniach ciężkich walk, 10 maja 1948 zdobyto miasto Safed. Arabscy mieszkańcy Safedu uciekli.
W ten sposób cała wschodnia Galilea znalazła się pod kontrolą żydowską.
Podczas tej operacji tajni agenci Hagany zdołali namówić Druzów do dezercji i przejścia na stronę żydowską. 9 maja 1948 roku na stronę żydowską przeszło 212 Druzów, których regiment zajmował pozycje obronne w arabskich wsiach na wschód od miasta Hajfa. Przeprowadzano stąd okazjonalne ataki na żydowskie linie komunikacyjne i osiedle Ramat Yohanan. W zamian za dezercję, Druzowie otrzymali obietnicę utworzenia neutralnej enklawy w centralnej części Galilei.
7 maja 1948 roku trzy żydowskie bataliony przeprowadziły kolejne natarcie na pozycje obronne Legionu Arabskiego w rejonie Latrun. Krwawe walki nie rozstrzygnęły bitwy i Żydzi wycofali się w kierunku Tel Awiwu.
11 maja 1948 roku oddziały Hagany przeprowadziły operację oczyszczania południowo-wschodniej Galilei od Arabów. W toku działań zdobyte zostało Bet Sze’an w dolinie Jordanu.
12 maja 1948 roku oddziały Hagany podjęły próbę otworzenia drogi komunikacyjnej do odciętych na Negewie żydowskich osiedli. Podczas tej operacji wygnano 600 Arabów ze wsi Nadżd i 1200 mieszkańcom z Samsum, jednak drogi nie udało się odblokować.

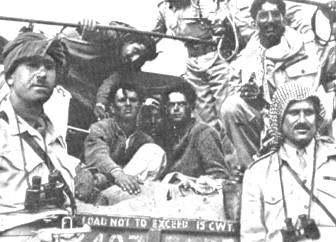
Żydowscy jeńcy z Gusz Ecjon – 13 grudnia 1948 r.

12 maja 1948 roku jordański Legion Arabski zaatakował blok 4 żydowskich osiedli Gusz Ecjon, który od 5 miesięcy był oblężony i broniony przez 151 żydowskich obrońców.
Po ciężkich walkach jeden z czterech kibuców został zdobyty przez Arabów, którzy zabili wszystkich Żydów (ocalały tylko 4 osoby). Zbezczeszczono ciała zabitych, a ocalałych żydowskich żołnierzy gwałcono, po czym okrutnie mordowano. Zginęło około 160 Żydów (w tym także dzieci i kobiety). Zabudowania kibucu zostały zrównane z ziemią.
Gdy 13 maja 1948 roku Brytyjczycy opuścili Jafę, natychmiast na miasto natarły oddziały Irgunu, zdobywając je po ciężkiej walce.
14 maja 1948 roku oddziały Hagany przeprowadziły natarcie od Hajfy na północ wzdłuż wybrzeża Morza Śródziemnego, zdobywając portowe miasto Akka.

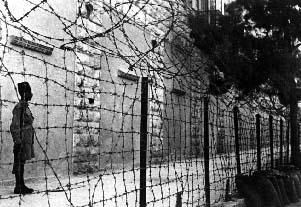
Chroniona przez Brytyjczyków strefa bezpieczeństwa w centrum Jerozolimy

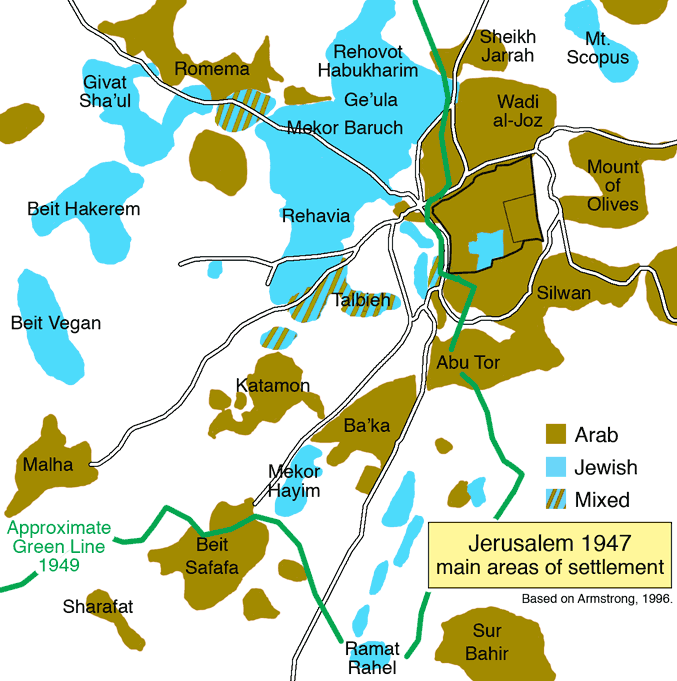
Strefy kontroli w rejonie Jerozolimy

14 maja 1948 roku połączone żydowskie oddziały Hagany, Irgunu i Lechi  przeprowadziły operację w Jerozolimie, zdobywając utracone wcześniej budynki żydowskie i tworząc ciągłość terytorialną między osiedlami żydowskimi w mieście.
Nie powiodła się jednak próba opanowania Starego Miasta, która pozostało pod kontrolą Arabów.

## Podsumowanie
Wojna domowa w Palestynie wykazała dużą skuteczność działań operacyjnych żydowskich oddziałów, którym udało się opanować większość strategicznych punktów w Galilei i na wybrzeżu, w szczególności ważne porty w Hajfie, Jafie i Akce. Nie zdołano jednak przełamać impasu w rejonie Jerozolimy i na pustyni Negew.
Natomiast Arabowie prowadzili działania w sposób chaotyczny, nie umiejąc wykorzystać liczebnej i technicznej przewagi w lokalnych starciach.
Niezwykle niepokojącym zjawiskiem było pojawienie się dużej fali arabskich uchodźców (około 300 tys. ludzi do maja 1948), którzy z Palestyny przechodzili do Libanu i Syrii.

## Plan arabskiej inwazji na Palestynę
10 kwietnia 1948 roku, podczas szczytu państw Ligi Arabskiej w Kairze, iracki generał Ismail Safwat po raz kolejny wezwał do rozmieszczenia arabskich armii na granicach Palestyny. Miałyby one przeprowadzać małe operacje wojskowe wymierzone przeciwko żydowskim osiedlom, przygotowując się do inwazji na dużą skalę.
Syria i Liban wyraziły gotowość do zbrojnej interwencji w Palestynie, jednak król Transjordanii, Abd Allah I ibn Husajn, powiedział, że zaangażowanie się Legionu Arabskiego byłoby możliwe dopiero po wygaśnięciu brytyjskiego mandatu w Palestynie, czyli najwcześniej 15 maja 1948.
Ostatecznie zdecydowano, że arabska interwencja w Palestynie rozpocznie się 15 maja 1948 roku. W celu koordynowania działań Arabskiej Armii Wyzwoleńczej i Legionu Arabskiego oddelegowano do Ammanu generała Ismail Safwata. Wynikało to z faktu, że król Abd Allah I ibn Husajn otrzymał naczelne zwierzchnictwo nad wszystkimi działaniami wojskowymi prowadzonymi w Palestynie.
30 kwietnia 1948 dowództwa armii Egiptu, Syrii i Libanu oficjalnie przekazały naczelne dowodzenie w ręce króla Transjordanii Abd Allah I ibn Husajna. Szefem Sztabu Głównego został iracki generał Aldine Nur Mahmud.
4 maja 1948 roku do transjordańskiego miasta granicznego Mafraq przybyły pierwsze irackie oddziały. Były to: regiment czołgów, regiment zmechanizowanej piechoty i regiment artylerii (24 działa) – łącznie 1500 żołnierzy. Równocześnie Egipcjanie rozlokowali 2 brygady na półwyspie Synaj.
Na początku maja 1948 w Damaszku (stolica Syrii) zebrali się szefowie sztabów krajów arabskich, aby omówić założenia interwencji wojskowej w Palestynie. „'Plan Damaszek'” przewidywał uderzenie sił arabskich jednocześnie z trzech stron, i odcięcie sił żydowskich od baz zaopatrzenia na wybrzeżu, a następnie ich stopniowe zniszczenie. W Palestynie miało istnieć jedno arabskie państwo – Wielka Syria.
8 maja 1948 roku brytyjskie Ministerstwo Spraw Zagranicznych zapoznało się ze szczegółami arabskiej inwazji. Brytyjscy analitycy orzekli, że arabskie armie nie są przygotowane do przeprowadzenia tak dużej operacji wojskowej, jednak egipscy dowódcy zignorowali te słowa i orzekli, że „za 2 tygodnie będą w Tel Awiwie”.
11 maja 1948 roku egipskie oddziały wojskowe kilkakrotnie atakowały kibuc Kefar Darom, w pobliżu Gazy.